# جامعه ملل
جامعه ملل یا مجمع اتفاق ملل سازمانی میان‌دولتی بود که در دهم ژانویهٔ ۱۹۲۰ در پی کنفرانس صلح پاریس (که رسماً به جنگ جهانی اول پایان داد) تأسیس شد. بعد از جنگ جهانی دوم سازمان ملل متحد تأسیس و جایگزین جامعه ملل شد. اهداف این سازمان، چنان‌که در میثاق آن آمده است، جلوگیری از وقوع جنگ از طریق امنیت دسته‌جمعی، خلع سلاح، و حل اختلاف‌های بین‌المللی از راه مذاکره و حکمیّت بود. ۴۲ کشور عضو مؤسس جامعهٔ ملل بودند و حداکثر تعداد اعضای آن (از ۲۸ سپتامبر ۱۹۳۴ تا ۲۳ فوریه ۱۹۳۵) به ۵۸ کشور می‌رسید.
جامعهٔ ملل سه رکن اصلی با نام‌های مجمع عمومی، شورای اجرایی، و دبیرخانه داشت. جامعه همچنین دو بال اساسی (دیوان دائمی دادگستری بین‌المللی و سازمان بین‌المللی کار) داشت که اساس‌نامهٔ آن‌ها را ارکان سه‌گانه تصویب کرده بودند؛ چندین نهاد و کمیسیون تخصصی دیگر نیز تحت سرپرستی جامعهٔ ملل به کار مشغول بودند، که برخی از آن‌ها عبارت بودند از: سازمان بهداشت، کمیسیون قیمومتها، کمیته بین‌المللی همکاری اندیشمندانه، هیئت مرکزی دائمی افیون، کمیساریای پناهندگان، کمیتهٔ برده‌داری، و کمیتهٔ مطالعهٔ مقام قانونی زنان.
همچنین جامعه بر قیمومت قدرت‌های متفقین بر مستعمرات سابق امپراتوری‌های آلمان و عثمانی نظارت می‌کرد و علاوه بر حل مناقشات ارضی و اختلافات بین‌المللی دیگر، کنترل برخی مناطق تصریح‌شده در معاهده ورسای را برعهده داشت. مقر رسمی جامعهٔ ملل در کاخ ملل، واقع در شهر ژنو در کشور سوئیس بود.
آخرین کشوری که به عضویت این سازمان درآمد پادشاهی مصر بود. بااین‌که رئیس‌جمهور آمریکا وودرو ویلسون از مبتکران تأسیس جامعهٔ ملل بود، به دلیل مخالفت سنا و سیاست انزواطلبی، آمریکا هیچ‌گاه به این سازمان نپیوست. این امر قدرت سازمان را محدود ساخت. در سال ۱۹۳۳ امپراتوری ژاپن تصمیم مجمع عمومی را دربارهٔ تخلیه ایالت منچوری نپذیرفت و در مارس همان سال جامعه ملل را ترک گفت. در اکتبر آن سال نیز آلمان نازی کنفرانس جهانی خلع سلاح و جامعه ملل را به بهانه نامساوی بودن حقوق این کشور در مقایسه با دیگر کشورهای اروپایی ترک کرد. در سال ۱۹۳۴ عدم واکنش جامعه ملل نسبت به حمله ایتالیا به حبشه بی‌ثمری جامعه ملل در حفظ امنیت جهانی را بیش‌ازپیش به نمایش گذاشت. در سال ۱۹۳۹ هم شوروی به‌خاطر حمله به فنلاند از این سازمان اخراج شد.
جامعه ملل موفقیت‌ها و شکست‌هایی داشت. این سازمان توانست قدم‌هایی در راه تقویت حاکمیت قانون در سراسر جهان و مفهوم امنیت دسته‌جمعی و مقابله با بیماری‌هایی همه‌گیر، برده‌داری، کار کودکان، و ستم‌های استعمارگران بردارد و حقوق پناهجویان و کارگران را بهبود بخشد، ولی نتوانست به هدف اصلی خود، یعنی جلوگیری از یک جنگ جهانی دیگر دست یابد. پس از پایان جنگ جهانی دوم و در سال ۱۹۴۶ میلادی، متفقین تصمیم به انحلال این سازمان و جایگزینی آن با سازمان ملل متحد گرفتند. سازمان ملل برخی از نهادهای جامعهٔ ملل را نیز به ارث برد.

## خاستگاه

### پیش‌زمینه

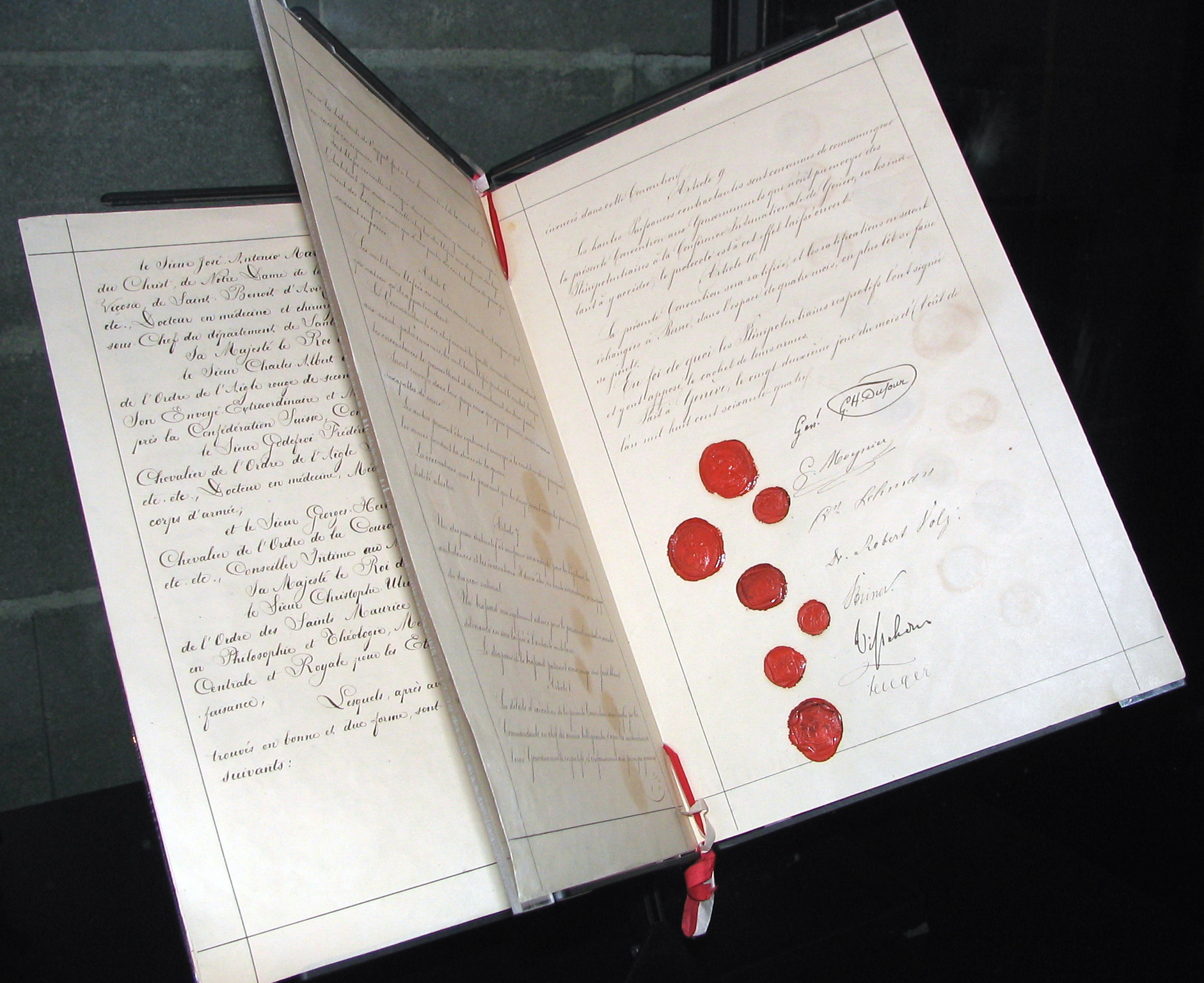
پیمان ۱۸۶۴ ژنو (کنوانسیون اول ژنو)، یکی از نخستین تلاش‌ها برای ضابطه‌مند کردن حقوق بین‌الملل، که برای بهبود وضعیت مجروحان ارتش‌های جنگی تشکیل شد.

آرمان مجلسی صلح‌جو از ملت‌ها را می‌توان تا کتاب صلح پایدار، نوشتهٔ ایمانوئل کانت در ۱۷۹۵ پی گرفت. کانت در این اثر پیشنهاد تأسیس جامعه‌ای از ملت‌ها را می‌دهد که در آن بتوان مخاصمهٔ بین ایشان را رفع کرد و مسالمت‌طلبی را ترویج داد. به گفتهٔ کانت، هدف از تشکیل این جامعه حکومت جهانی نیست، بلکه به این امید تشکیل می‌شود که هر دولت بتواند خود را به عنوان «حکومتی آزاد» معین کند، به شهروندانش احترام بگذارد، به شهروندان دیگر دُول، به عنوان موجوداتی عُقلایی، اجازه ورود و گذر از قلمروش بدهد، و در نتیجه جامعهٔ مسالمت‌طلب جهانی ترویج شود.
همکاری بین‌المللی با هدف دستیابی به امنیت جمعی از کنسرت اروپا ریشه می‌گیرد که پس از جنگ‌های ناپلئونی در قرن نوزدهم میلادی شکل گرفت و غایتش حفظ وضع موجود اروپا در آن زمان و جلوگیری از بروز جنگ بود. این دوره همچنین شاهد توسعهٔ قوانین بین‌الملل بود، از جمله کنوانسیون ژنو، که شامل قوانین مربوط به کمک‌های انسان‌دوستانه در زمان جنگ بود، و کنوانسیون‌های ۱۸۹۹ و ۱۹۰۷ لاهه که در جهت حل مسالمت‌آمیز اختلافات و قاعده‌مند کردن روند جنگ تلاش می‌کرد.
در سال ۱۸۸۹ فعالان صلح‌طلب رندال کرمر و فردریک پسی اتحادیه بین پارلمانی را تأسیس کردند. این اتحادیه، که هنوز هم به عنوان سازمانی بین‌المللی با محوریت مجلس‌های قانون‌گذاری دموکراتیک وجود دارد، پیش‌قراول جامعه ملل بود. اتحادیهٔ بین پارلمانی با دیدی بین‌المللی تأسیس شده بود، چنان‌که تا سال ۱۹۱۴ یک سوم اعضای مجلس‌های قانون‌گذاری (در ۲۵ کشوری که مجلس داشتند) عضو این سازمان بودند. هدف اصلی این اتحادیه تشویق دولت‌ها به حل اختلافات بین‌المللی از روش‌های صلح‌آمیز بود. کنفرانس‌های سالیانهٔ اتحادیه با هدف کمک به دولت‌ها در حل روند میانجیگری برپا می‌شد. ساختار اتحادیه، به‌صورت شورایی که یک رئیس مدیریت آن را برعهده داشت، بعدها در ساختار جامعهٔ ملل تکرار شد.

### پیشنهادهای بدوی

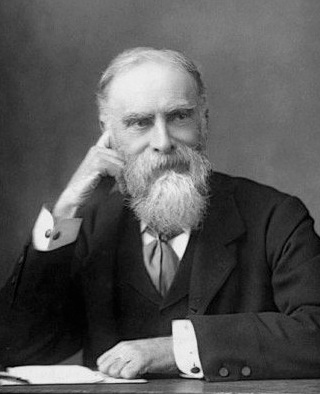
جیمز برایس، از اولین حامیان ایدهٔ جامعه ملل.

در آغازین روزهای جنگ جهانی اول، ایدهٔ ایجاد سازمانی بین‌المللی برای جلوگیری از جنگ‌های احتمالی آینده، طرفداران زیادی در سراسر جهان، به خصوص میان انگلیسی‌ها و آمریکایی‌ها پیدا کرد. در سال ۱۹۱۴، گلدزورثی لوز دیکنسون، دانشمند علوم سیاسی انگلیسی، برای اولین‌بار اصطلاحِ «جامعهٔ ملل» را به کار برد و یک پیش‌نویس اوّلیّه برای تأسیس آن ارائه کرد. در همین زمان، لرد جیمز برایس، سفیر بریتانیا در ایالات متّحدهٔ آمریکا، رهبری گروهی از صلح‌طلبان بین‌المللی سرشناس را تحت عنوان گروه برایس برعهده گرفت که بعداً در تأسیس اتحادیه جامعه ملل نقش اساسی داشت. این گروه با ادامهٔ جنگ نفوذ بیشتری میان آحاد مردم پیدا کرد و عملاً نقش یک گروه فشار را در درون حزب لیبرال بریتانیا پیدا کرد. برایس بر آن بود که دیپلماسی پنهان در اوایل قرن بیستم به مرور زمان منجر به جنگ شده است و برای جلوگیری از وقوع جنگ، مسائل مربوط به سیاست خارجی باید به‌شکلی شفاف به افکار عمومی ارائه شود. ایده‌های گروه برایس به‌طور گسترده هم در بریتانیا و هم در آمریکا، یعنی دو کشوری که تأثیر عمیقی بر جامعهٔ جهانی نوپا ایجاد کردند، منتشرشد.
گروه‌های فمینیستی هم در کمتر از دو هفته پس از آغاز جنگ دست به سازماندهی اعتراضاتی علیه جنگ زدند. در ۲۹ اوت ۱۹۱۴ در آمریکا زنان عضو سندیکا‌ها، سازمان‌های فمینیست، و سازمان‌های اصلاحات اجتماعی به رهبری افرادی چون فنی گریسون ویلارد، کیت والر برت، مری ریتر بیرد، کری چپمن کت، رز اشنایدرمن، و لیلیان والد تظاهراتی را با حضور زنان در خیابان پنجم منهتن ترتیب دادند. در پی این تظاهرات، جین آدامز بر آن شد که پیشنهاد دو فعال سافرجت زنان اروپایی — روزیکا شویمر مجار و امیلین پتیک لاورنس بریتانیایی — مبنی بر تشکیل «کنفرانس صلح» را عملی کند. این کنفرانس به مدیریت آدامز ۹ و ۱۰ ژانویه ۱۹۱۵ در واشینگتن، دی.سی. برگزار شد و بیانیهٔ پایانی آن بر تشکیل سازمانی بین‌المللی تأکید داشت که قدرت مدیریتی و حقوقی لازم را برای ایجاد «جامعهٔ دائمی ملل بی‌طرف» و حرکت به سوی صلح و خلع سلاح داشته باشد. چند ماه بعد کنفرانس بین‌المللی زنان در لاهه برگزار شد. این کنفرانس، که برگزارکنندگانش میا بوسه‌وین، التا جاکوبس، و روزا مانس بودند در ۲۸ آوریل ۱۹۱۵ افتتاح شد و ۱٬۱۳۶ نفر از کشورهای بی‌طرف و غیرمتخاصم در آن شرکت کردند. در نتیجهٔ این کنفرانس سازمانی تأسیس شد که بعدها اتحادیه بین‌المللی زنان برای صلح و آزادی (WILPF) نام گرفت. در پایان کنفرانس، دو گروه از نمایندگان زنان مأموریت یافتند که با سران کشورهای اروپایی ملاقات کنند. وزرای خارجهٔ کشورهای اروپای با بی‌میلی به نمایندگان کنفرانس زنان تعهد دادند که اگر رئیس‌جمهور آمریکا توماس وودرو ویلسون سازمانی برای میانجی‌گری و حل اختلاف تشکیل دهد در آن شرکت بکنند یا دست‌کم جلوی آن را نگیرند، ولی ویلسون مسئولیت این ابتکار را نپذیرفت.
در سال ۱۹۱۵، گروهی از افراد هم‌فکر، از جمله ویلیام هووارد تفت، رئیس‌جمهور سابق ایالات متّحدهٔ آمریکا، سازمانی مشابه گروه برایس در این کشور تأسیس کردند. این سازمان که «جامعه اعمال صلح» نام داشت با اندکی اصلاحات از طرح‌های جیمز برایس حمایت می‌کرد و طرفدار حل مسالمت‌آمیز منازعات با استفاده از حربهٔ تحریم علیه کشورهای مهاجم بود. با این همه، هیچ‌یک از این سازمان‌ها سازوکاری دائمی را بدین منظور پیش‌بینی نکرده بودند و همهٔ آنها، به جز انجمن فابین انگلستان، به فکر ایجاد یک دیوان دادگستری بین‌المللی محدود بودند. انجمن فابین اولین گروهی بود که پیشنهاد تأسیس یک شورا را داد که برای رسیدگی و داوری در امور جهان لزوماً مرکب از قدرت‌های بزرگ بود و برای افزایش همکاری‌های بین‌المللی در سطح وسیعی از فعالیت‌ها یک دبیرخانهٔ دائمی داشت.
با طولانی شدن جنگ جهانی اول، اقدامات دیپلماتیک طرفین متوجه تشریح اهداف جنگی بلندمدتشان شد. تا ۱۹۱۶ سران متفقین در لندن، و متفکران آینده‌نگر در آمریکای بی‌طرف دست به ریختن طرح سازمانی بین‌المللی زده‌بودند که توان جلوگیری از جنگ‌های آینده را داشته باشد. به گفتهٔ پیتر یروودِ تاریخ‌دان با به قدرت رسیدن دولت ائتلافی جدید دیوید لوید جرج در ۱۹۱۶، مطلوبیت تشکیل چنین سازمانی بحث غالب حلقه‌های روشنفکری و دیپلماتیک بریتانیا بود و دیوید لوید جرج هم خود به ویلسون گفته بود از چنین سازمانی حمایت می‌کند. ویلسون در اصول چهارده‌گانه‌اش، که در ژانویهٔ ۱۹۱۸ صادر شد، می‌گوید باید «جامعه‌ای از ملل برای تضمین صلح و عدالت» تشکیل شود. وزیر امور خارجهٔ بریتانیا، آرتور بالفور، هم بیان کرده‌بود که «در پس حقوق بین‌الملل و در پس همهٔ معاهداتی که برای اجتناب یا محدود کردن مخاصمات امضا می‌شود، باید گونه‌ای زور بازوی بین‌المللی طرح شود که کله‌شق‌ترین متخاصمان را به درنگ وادارد.»
جنگ تأثیر عمیقی بر نظام اجتماعی، سیاسی، و اقتصادی اروپا گذارد، آسیب‌های روانی و فیزیکی پرشماری بر ملل این قاره وارد آورد، و موجب نابودی چندی از امپراتوری‌های اروپا شد: نخست در فوریهٔ ۱۹۱۷ امپراتوری روسیه و بعد از آن امپراتوری آلمان، اتریش-مجارستان، و امپراتوری عثمانی از هم فروپاشیدند. احساسات ضدجنگ در سراسر جهان گسترش یافت. جنگ جهانی اول با عنوان جنگی برای اتمام جنگ‌ها توصیف شد و دربارهٔ ریشه‌ها و دلایل آن به دقت تحقیق و مطالعه شد. از مواردی که به عنوان دلیل جنگ عنوان شد می‌توان به مسابقهٔ تسلیحاتی، نظام اتحادها، ملی‌گرایی نظامی، دیپلماسی پنهان، و آزادی حاکمیت‌های مختلف برای جنگ‌جویی به قصد تأمین منافعشان اشاره کرد. در این پژوهش‌ها یکی از راه‌های جلوگیری از جنگ در آینده تشکیل سازمانی بین‌المللی عنوان شد که وظیفهٔ خلع سلاح، دیپلماسی آزاد، همکاری بین‌المللی، محدود کردن حق مصاف کردن جنگ، و نامطلوب کردن جنگ را با استفاده از جریمه‌هایی داشته باشد.

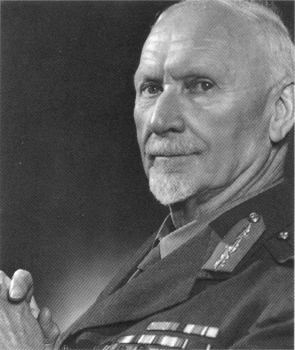
جان اسماتس از تدوین‌کنندگان میثاق جامعه ملل.

در سال ۱۹۱۸ میلادی، بالفور برای اولین بار کمیته‌ای را جهت ارائهٔ گزارش رسمی در مورد چنین سازمانی تشکیل داد. اعضای این کمیته، که با ابتکار لرد رابرت سیسیل و به رهبری والتر فیلیمور تشکیل شد (و ازین‌رو «کمیتهٔ فیلیمور» نام‌گرفت) شامل ایر کرو، ویلیام تایرل و سیسیل هرست (که همه از مقامات وزارت امور خارجهٔ بریتانیا بودند) می‌شد. این کمیته توصیه کرد که «کنفرانسی از کشورهای متّحد جهت حکمیّت بین کشورها و تحریم کشورهای متخلف» تأسیس شود. پیشنهادهای این کمیسیون در دولت بریتانیا تصویب شد و بخش عمده‌ای از آن بعدها در میثاق جامعهٔ ملل آورده شد. در ژوئن همان سال، فرانسه پیشنهادی پردامنه‌تر از گزارش کمیتهٔ فیلیمور ارائه کرد که در آن پیشنهاد ایجاد کنفرانس‌های سالانهٔ بین‌المللی جهت حل‌وفصل همهٔ اختلافات و تأسیس یک ارتش بین‌المللی جهت اجرای تصمیمات آن شورا گنجانده شده بود.
توماس ورد ویلسون، رئیس‌جمهور ایالات متحده آمریکا، به ادوارد مندل هاوس، معاونش در امور کنفرانس صلح پاریس، دستور داد تا طرح ایالات متحده را برای تأسیس جامعهٔ ملل آماده کند به گونه‌ای که بازتابی از نگاه آرمان‌گرایانهٔ ویلسون (که پیشتر در اصول چهارده‌گانه‌اش آمده بود) و نتایج کمیتهٔ فیلیمور باشد. پیش‌نویس هاوس شامل بهبود روابط بین کشورها، دوری جستن از عدم صداقت، جاسوسی و سایر اَشکال «رفتارهای غیراخلاقی» می‌شد. مدتی بعد، ویلسون پیش‌نویسی از روی پیش‌نویسی هاوس آماده کرد. در پیش نویس ویلسون، موارد شدیدتری برای مقابله با کشورهای سرکش آمده بود که شامل تحریم، محاصرهٔ مرزی، و هر اقدام و نیروی دیگری می‌شد که سایر کشورها بتوانند آن را انجام دهند.
تدوین‌کنندگان و معماران اصلی میثاق جامعهٔ ملل رابرت سیسیل (وکیل و دیپلمات) و جان اسماتس (سیاستمدار اهل آفریقای جنوبی) بودند. سیسیل پیشنهاد داد دبیرخانه‌ای جهت تمرکز قدرت اجرایی، شورایی با جلسات سالیانه، و مجمع عمومی چهارساله‌ای با حضور همهٔ اعضا تشکیل شود و سمتی هم به عنوان دبیر دائم ایجاد شود که مدیریت این سازمان را بر عهده بگیرد. پیشنهاد اسماتس هم شامل ایجاد شورایی مرکب از قدرت‌های بزرگ (به عنوان اعضای دائم) و سایر کشورها (به عنوان عضو غیردائم) و ایجاد یک نظام قیمومت بین‌المللی (برای ادارهٔ مستعمرات تصرف شده از قدرت‌های مرکز در جریان جنگ) می‌شد.

### تأسیس جامعه ملل
از ژانویهٔ ۱۹۱۹ میلادی، برگزاری جلسات کنفرانس صلح پاریس آغاز شد. در این جلسات بود که برای اولین بار سیسیل هرست، جان اسماتس و وودرو ویلسون پیشنهادهای خود را ارائه کردند. پس از مذاکرات طولانی بین نمایندگان کشورهای مختلف، روی طرح هرست-میلر به عنوان بنیادی برای پیش‌نویس میثاق جامعهٔ ملل توافق شد. در نهایت، پس از مذاکرات بیشتر، در روز شنبه، ۲۵ ژانویهٔ ۱۹۱۹ میلادی (برابر ۴ بهمن ۱۲۹۷ هجری شمسی و ۲۲ ربیع‌الثانی ۱۳۳۷ هجری قمری) طرح تأسیس جامعهٔ ملل به تأیید نمایندگان دولت‌های حاضر رسید. برای تهیهٔ پیش‌نویس نهایی میثاق جامعهٔ ملل کمیسیونی ویژه تشکیل شد. شش‌ماه بعد، در روز شنبه، ۲۸ ژوئن سال ۱۹۱۹ میلادی (۶ تیر ۱۲۹۸ شمسی و ۲۹ رمضان ۱۳۳۷ قمری) میثاق جامعهٔ ملل توسط ۴۴ کشور، از جمله ۳۱ کشوری که در طول جنگ جهانی اول به تصرف متفقین رسیده بودند یا به متفقین پیوسته بودند، امضا شد.
«جامعهٔ ملل» از یک «مجمع عمومی» (با حضور تمام کشورهای عضو)، یک «شورای اجرایی» (با حضور قدرت‌های بزرگ)، و یک «دبیرخانهٔ دائمی» تشکیل شده بود.
کشورهای عضو، متعهّد به احترام به استقلال و تمامیت ارضی یکدیگر، حفاظت از یکدیگر در برابر تجاوز خارجی، و خلع سلاح، تا آنجا که صرفاً برای حفظ امنیت داخلی لازم است، شده بودند. در صورت بروز اختلافات شدید میان کشورهای عضو، لازم بود که قبل از هرگونه حملهٔ نظامی از جامعهٔ ملل درخواست حکمیت بشود. بدین منظور، شورای اجرایی وظیفه داشت یک دیوان دائمی دادگستری بین‌المللی جهت رسیدگی به شکایات و حل اختلافات تأسیس بکند.
با وجود مساعی ویلسون در مسیر تأسیس جامعه ملل، که جایزه صلح نوبل را در اکتبر ۱۹۱۹ برای او به ارمغان آورد، آمریکا هیچ‌گاه به این سازمان نپیوست. زمانی که لایحه الحاق آمریکا به جامعه ملل به مجلس سنای آمریکا رسید، جمهوری‌خواهان به رهبری دو سناتور به نام‌های هنری کابوت لاج و ویلیام بوراه به مخالفت با آن پرداختند. محور اصلی مخالفت جمهوری‌خواهان مادهٔ ده میثاق جامعهٔ ملل بود که کشورهای عضو را متعهد به دفاع از کشورهای مورد تجاوز واقع‌شده ملزم می‌کرد و به باور لاج، این امر بر خلاف نص قانون اساسی آمریکا بود که حق اعلام جنگ را در اختیار کنگره می‌گذاشت.
در نهایت شش روز پس از امضای معاهدهٔ ورسای میثاق جامعهٔ ملل اجرایی شد و نخستین نشست شورای اجرایی جامعهٔ ملل در روز جمعه، ۱۶ ژانویه ۱۹۲۰ میلادی (۲۵ دی ۱۲۹۸هجری شمسی و ۲۵ ربیع‌الثانی ۱۳۳۸ هجری قمری) در پاریس برگزار شد. یازده ماه بعد، در روز دوشنبه، ۱ نوامبر ۱۹۲۰، مقر سازمان، از لندن به ژنوِ سوئیس منتقل شد. نخستین نشست مجمع عمومی جامعهٔ ملل در روز دوشنبه، ۱۵ نوامبر ۱۹۲۰ میلادی (۲۴ آبان ۱۲۹۹ شمسی و ۵ ربیع‌الاول ۱۳۳۹ قمری) در پاله ویلسون ژنو، که به افتخار ویلسون نام‌گذاری شده بود، برگزار شد.

## ساختار

### ارکان اصلی

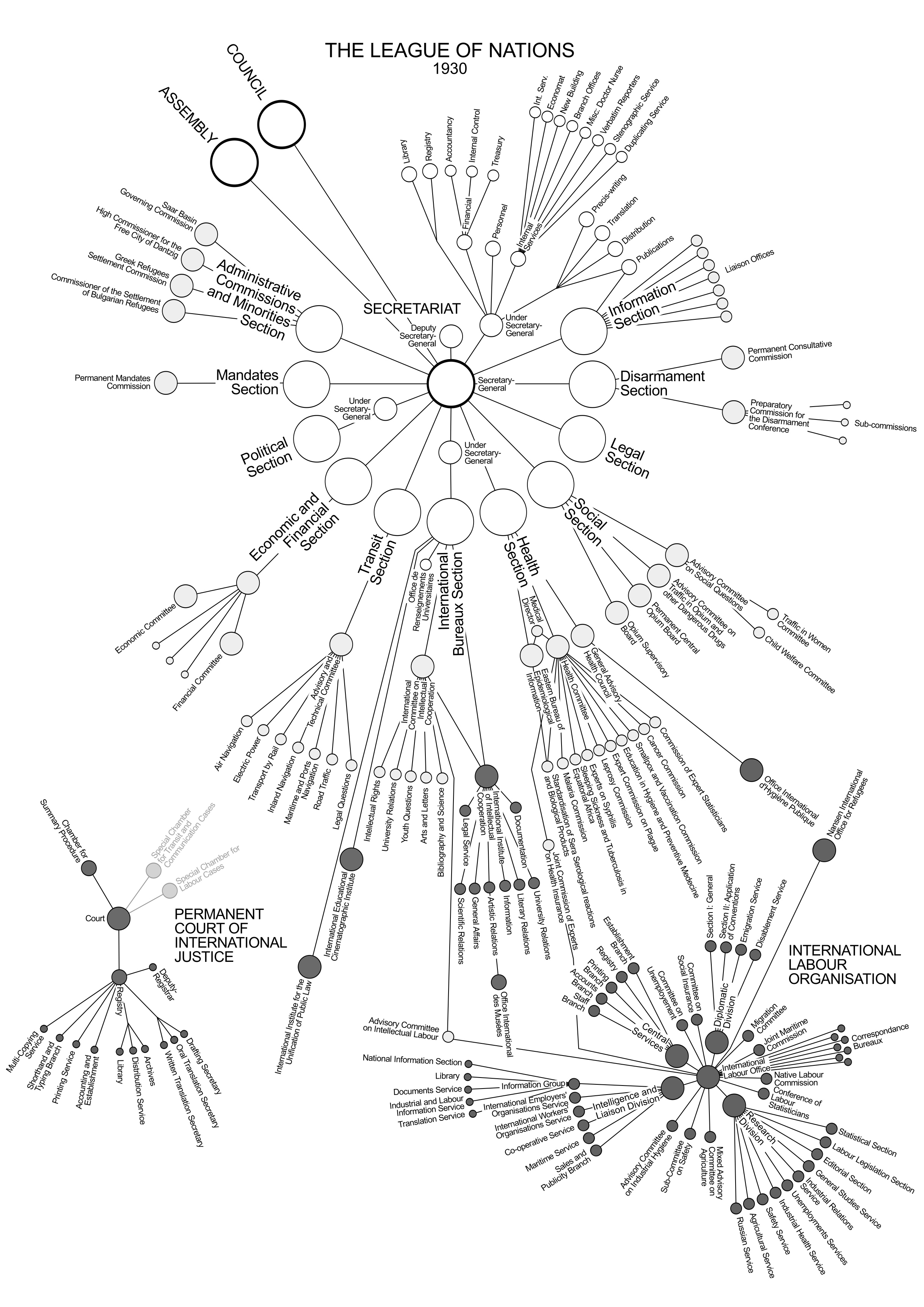
ساختار سازمانی جامعهٔ ملل

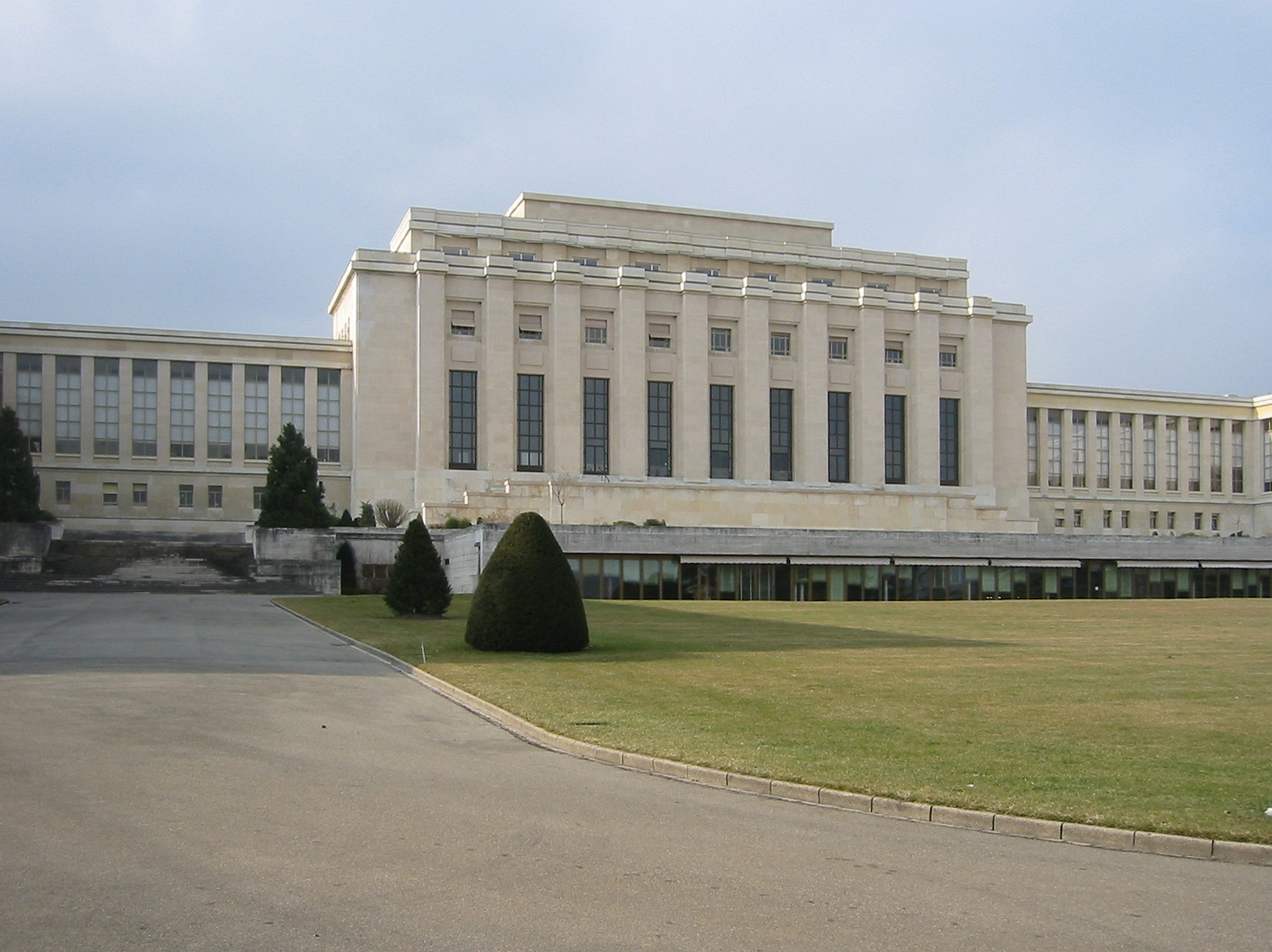
کاخ ملل در ژنو از ۱۹۳۶ تا زمان انحلال جامعهٔ ملل مقر آن بود.

ارکان اصلی جامعه ملل عبارت بودند از مجمع عمومی، دبیرخانه و شورای اجرایی. جامعهٔ ملل همچنین دو بال اساسی (دیوان دائمی دادگستری بین‌المللی و سازمان بین‌المللی کار) داشت که اساس‌نامهٔ آنها توسط ارکان سه‌گانه تصویب شده بود؛ همچنین چندین نهاد و کمیسیون تخصصی دیگر، تحت سرپرستی جامعهٔ ملل به کار مشغول بودند. بودجهٔ هر ارگان از سوی مجمع عمومی تخصیص داده می‌شد، و در نهایت بودجهٔ جامعه متکی به کشورهای عضو بود.
رابطهٔ بین مجمع عمومی و شورای اجرایی، به صورت مشخص و صریح تعیین نشده بود. هر یک از دو رکن فوق می‌توانستند در امور صلح و امنیت بین‌المللی وارد شوند و با تهدیدها علیه صلح جهانی مقابله کنند. در موارد خاصی هم، ارکان فوق به یکدیگر مراجعه می‌کردند.
در هر یک از دو رکن فوق، برای تصمیم‌گیری دربارهٔ هر مسئله‌ای، به جز مسائل شکلی (مثل تعیین اعضای شورای اجرایی یا سازوکار و ساختار کمیسیون‌ها)، اجماع همهٔ اعضا (به جز کشورهای درگیر مناقشه) لازم بود. جامعه در نظر داشت اختلافات را با رضایت حل کند و نه با دستور.
دبیرخانهٔ دائمی، در مقر جامعه در شهر ژنوِ سوئیس قرار داشت. این دبیرخانه از کارشناسانی با تخصص‌های مختلف و زیر نظر یک دبیرکل تشکیل شده بود. بخش‌های اصلی دبیرخانه عبارت بودند از: بخش سیاسی، مالی و اقتصادی، حمل و نقل، مناطق تحت حمایت (مدیریت قلمرو حوضه زار و گدانسک)، قیمومت‌ها، خلع سلاح، بهداشت، اجتماعی (مواد مخدر، زنان و کودکان)، دفاتر همکاری‌های بین‌المللی، حقوقی، و اطلاعات. مسئولیت آماده‌سازی و تعیین دستور کار شورای اجرایی و مجمع عمومی، انتشار گزارش‌ها، و سایر امور اداری و مدنی را برعهدهٔ کارکنان دبیرخانه بود که در سال ۱۹۳۱ تعدادشان به ۷۰۷ نفر می‌رسید.
مجمع عمومی از نمایندگان همهٔ اعضای سازمان تشکیل شده بود. هر دولت در مجمع عمومی یک حق رأی و حداکثر سه نماینده داشت. اجلاس‌های مجمع عمومی در ژنو و، به‌جز در مورد جلسات اولیه در سال ۱۹۲۰، به‌صورت سالیانه و در ماه سپتامبر برگزار می‌شد. عملکرد اصلی مجمع عمومی شامل پذیرش اعضای جدید، کنترل و تصویب بودجه، و انتخاب دوره‌ای اعضای غیردائم شورای اجرایی و اعضای دیوان دائمی دادگستری بین‌المللی بود. در عمل، مجمع عمومی رهبری مسیر کلی جامعه را برعهده داشت.
شورای اجرایی به‌عنوان مجری دستورهای مجمع عمل می‌کرد. این شورا مرکب از ۴ عضو دائم و ۴ عضو غیر دائم بود که برای مدت سه سال توسط مجمع عمومی انتخاب می‌شدند. اعضای دائم، عبارت بودند از بریتانیا، فرانسه، ایتالیا و ژاپن. اولین اعضای غیردائم هم بلژیک، برزیل، یونان، و اسپانیا بودند.
ترکیب شورای اجرایی، چندین بار تغییر کرد. تعداد اعضای غیردائم یک بار در ۲۲ سپتامبر ۱۹۲۲ به شش کشور، و بار دیگر در ۸ سپتامبر ۱۹۲۶ به نُه کشور افزایش یافت. با تلاش‌های ورنر دنکورت، آلمان در ۱۹۲۶ به عضویت جامعه درآمد و به‌عنوان پنجمین عضو دائم شورای اجرایی انتخاب شد. بعدها و پس از خروج ژاپن و آلمان از جامعه، تعداد اعضای غیردائم از نُه به یازده افزایش یافت و شوروی هم به عضویت دائم شورای اجرایی درآمد و این‌چنین تعداد اعضای این شورا به پانزده افزایش یافت. جلسات مرتب شورای اجرایی، به‌طور میانگین، پنج بار در سال بود و در مواقع ضروری نیز جلساتی تشکیل می‌داد. در کل از ۱۹۲۰ تا ۱۹۳۹، ۱۰۷ جلسهٔ شورای اجرایی تشکیل شد.

### دیگر سازمان‌ها
به‌جز دیوان دائمی دادگستری بین‌المللی، جامعه برای مقابله با مشکلات ضروری بین‌المللی مجموعه‌ای از سازمان و کمیته‌ها را تشکیل داد که شامل کمیسیون خلع سلاح، سازمان بین‌المللی کار، کمیسیون قیمومت‌ها، کمیته بین‌المللی همکاری اندیشمندانه (سلف یونسکو)، هیئت مرکزی دائمی افیون، کمیساریای پناهندگان، و کمیتهٔ برده‌داری می‌شد. از میان این سازمان‌ها سه سازمان پس از جنگ جهانی دوم تحت نظارت سازمان ملل درآمدند. این سه سازمان عبارت بودند از
سازمان بین‌المللی کار، دیوان دائمی دادگستری بین‌المللی (با عنوان دیوان بین‌المللی دادگستری)، و سازمان بهداشت (با عنوان سازمان جهانی بهداشت).
میثاق جامعهٔ ملل زمینه را برای تأسیس دیوان دائمی دادگستری بین‌المللی فراهم کرده بود ولی آن را عملی نکرده بود و این امر برعهدهٔ شورای اجرایی و مجمع عمومی قرار گرفت. قضات دیوان را هم شورا و مجمع انتخاب می‌کردند و تأمین بودجهٔ آن برعهده مجمع بود. وظیفهٔ دیوان دائمی تحقیق و صدور رأی در پرونده‌هایی بود که طرفین دعوی آن را برای حل اختلاف به دیوان ارجاع می‌دادند. دیوان همچنین می‌توانست در هر موردِ ارجاعی از سوی مجمع عمومی یا شورای اجرایی، نظر مشورتی خود را مطرح کند. همهٔ کشورهای جهان می‌توانستند تحت شرایطی کلی به دیوان دائمی مراجعه کنند.

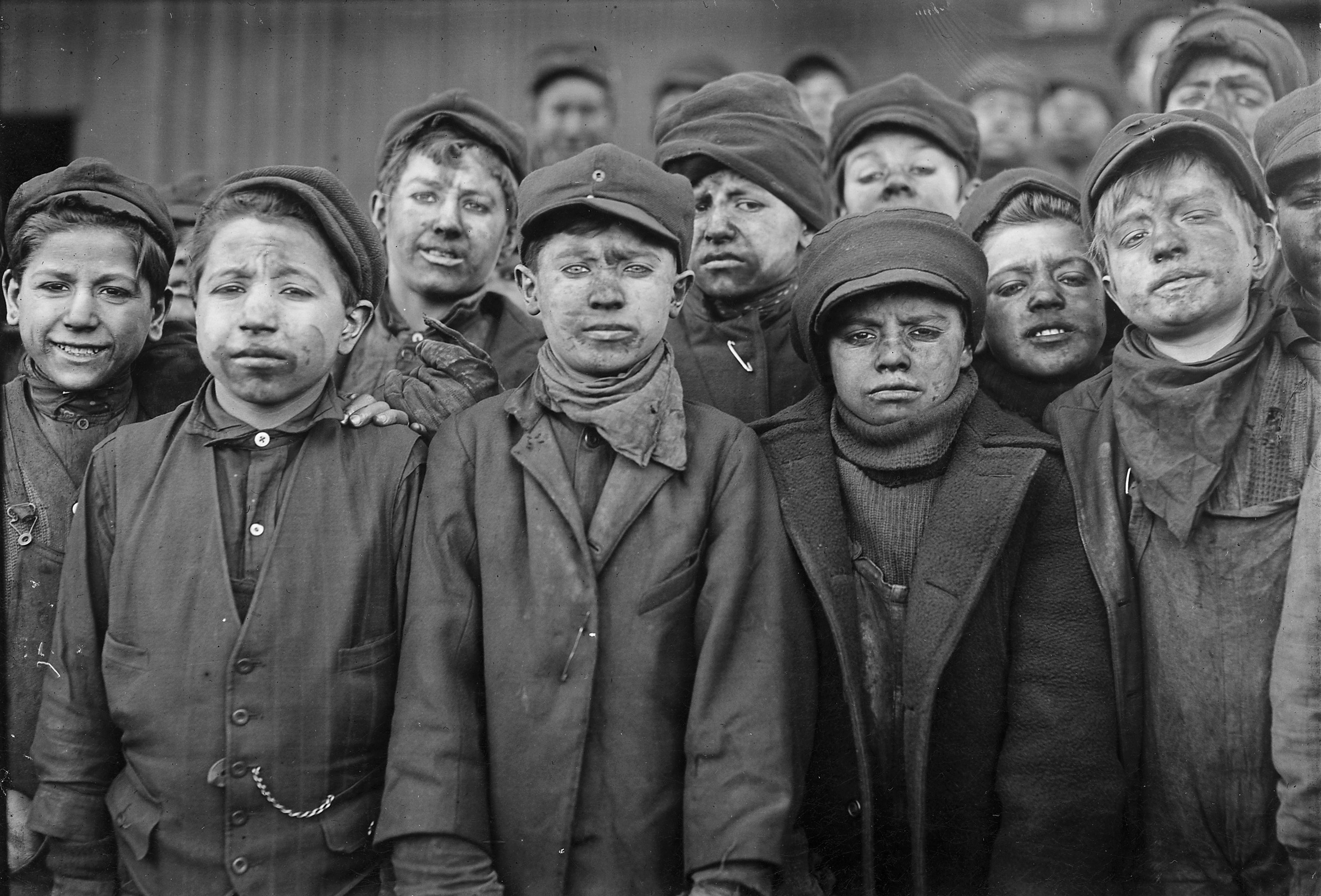
کودکان کار در معدن ذغال سنگی در آمریکا، ۱۹۱۲

سازمان بین‌المللی کار در ۱۹۱۹ بر مبنای بخش سیزدهم معاهدهٔ ورسای تأسیس شد. با اینکه اعضایش همان اعضای جامعه بودند و بودجهٔ آن را مجمع عمومی تأمین می‌کرد، این سازمان سازمانی خودگردان بود و هیئت مدیره، کنفرانس عمومی، و دبیرخانهٔ خود را داشت. اساس‌نامهٔ آن هم متمایز از جامعه بود و عضویت در مختص به دولت‌ها نبود و نمایندگان سازمان‌های کارگری و کارفرماها را هم می‌پذیرفت. نخستین سرپرست سازمان بین‌المللی کار آلبرت توماس بود.

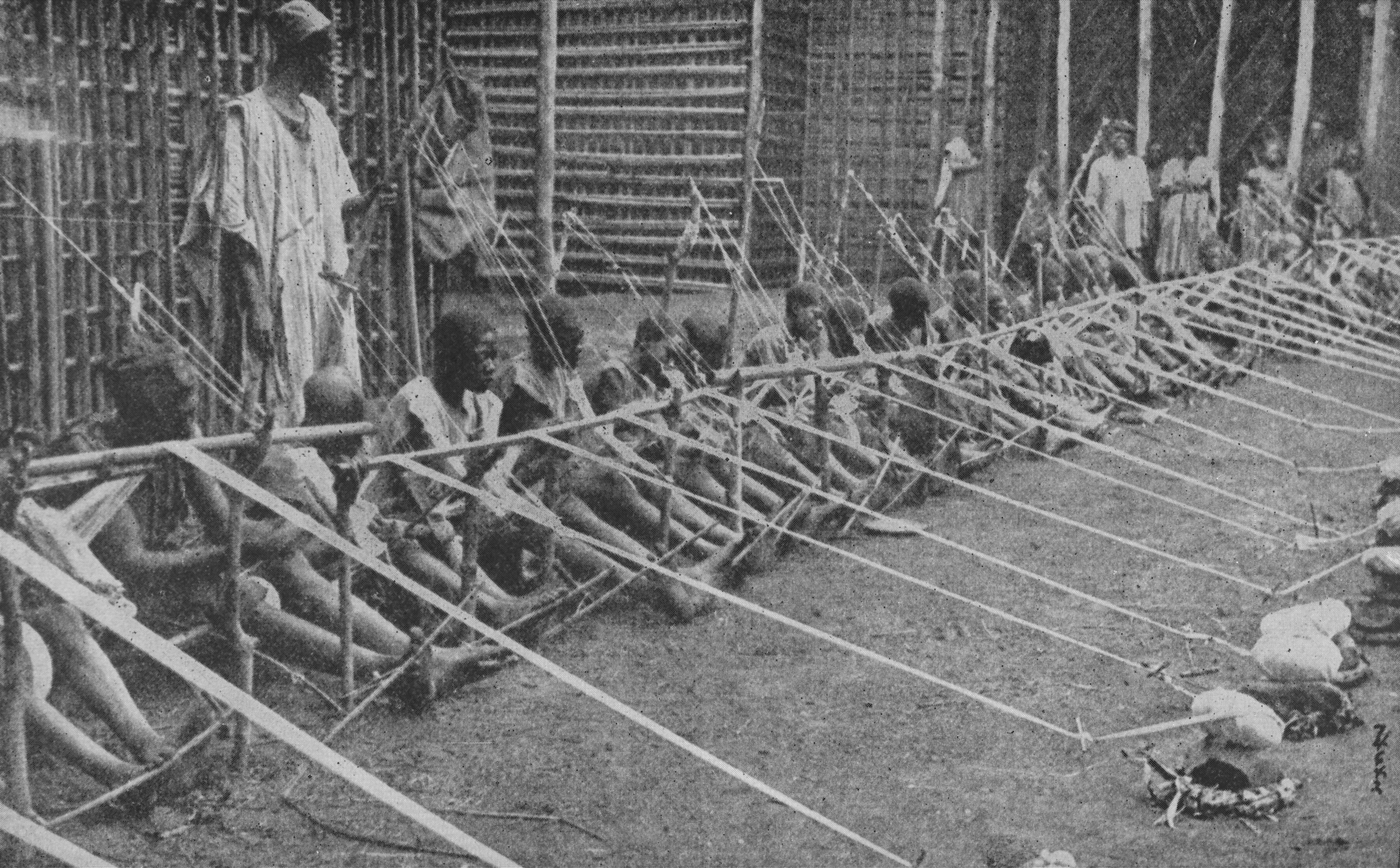
کودکان کار در کامرون آلمان، ۱۹۱۹

سازمان بین‌المللی کار با موفقیت توانست استفاده از سرب در تولید رنگ را ممنوع کند، و تعدادی از کشورها را متقاعد کرد که اصول روز کاری هشت ساعته و هفتهٔ کاری چهل و هشت ساعته را تصویب کنند.
این سازمان همچنین کارزارهایی را برای توقف کار کودکان، افزایش حقوق زنان در محیط کار، و مسئولیت صاحبان کشتی‌ها در قبال حوادث دریایی راه انداخت. پس از انحلال جامعهٔ ملل در ۱۹۴۶، سازمان بین‌المللی کار تحت نظارت سازمان ملل به فعالیت خود ادامه داد.
«سازمان بهداشت» جامعه از سه رکن تشکیل شده بود: ادارهٔ سلامت (شامل مقامات دائمی جامعه)، کنفرانس مشورتی عمومی (بخش اجرایی سازمان شامل متخصصان پزشکی)، و کمیتهٔ سلامت. وظیفهٔ کمیتهٔ سلامت انجام پژوهش، نظارت بر عملیات فعالیت‌های بهداشتی جامعه، و آماده‌سازی فعالیت‌ها برای ارائه به شورای اجرای جامعه بود. این سازمان بر ریشه‌کن کردن جذام، مالاریا، و تب زرد تمرکز داشت که برای مبارزه با دو مورد آخر کارزاری بین‌المللی برای دفع پشهها به‌راه انداخت. سازمان بهداشت همچنین همکاری موفقی با دولت شوروی برای جلوگیری از شیوع تیفوس انجام داد که شامل سازماندهی کارزاری کلان برای آموزش در این مورد بود.

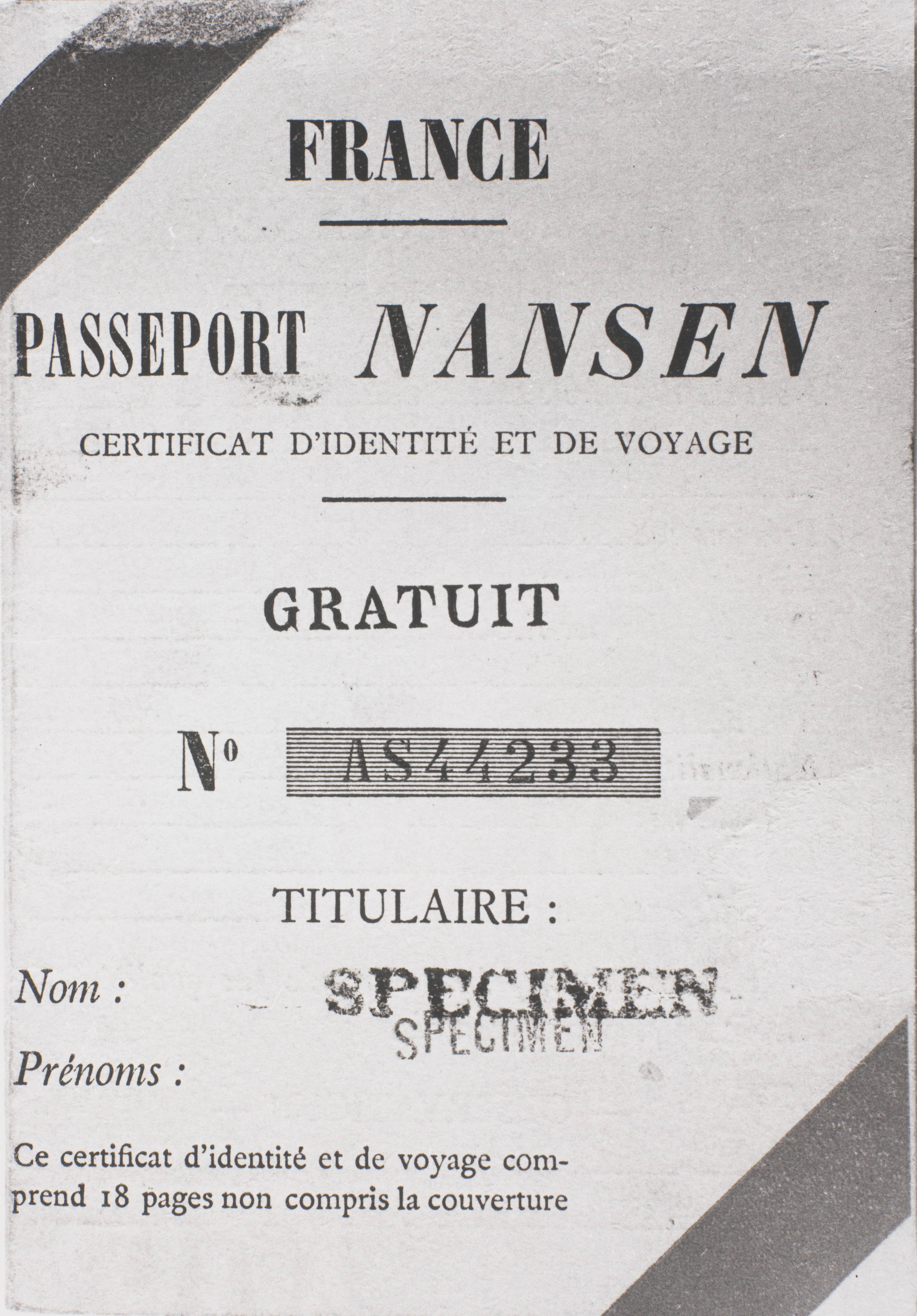
نمونهٔ گذرنامه نانسن

جامعه همچنین از بدو تأسیس توجهی جدی به مسئلهٔ همکاری فکری بین ملل داشت. در نخستین مجمع عمومی در دسامبر ۱۹۲۰ پیشنهاد شد که شورای اجرایی برای سازماندهی بین‌المللی مساعی فکری اقدامی بکند. کمیتهٔ پنجم در دومین مجمع عمومی هم گزارشی در این مورد نوشت که شورا آن را اجرایی کرد و کمیته بین‌المللی همکاری اندیشمندانه در اوت ۱۹۲۲ در ژنو تشکیل شد. فیلسوف فرانسوی آنری برگسون نخستین رئیس این کمیته بود. فعالیت‌های کمیته عبارت بود از تحقیق در مورد شرایط زندگی فکری، کمک به کشورهایی که در آن‌ها زندگی فکری در معرض خطر است، تأسیس کمیته‌های ملی برای همکاری‌های فکری، همکاری با سازمان‌های همکاری فکری، حفاظت از مالکیت فکری، همکاری‌های بین دانشگاهی، هماهنگی فعالیت‌های کتابداری و تبادل بین‌المللی نشریات، و همکاری بین‌المللی در زمینهٔ پژوهش‌های باستان‌شناختی.
هیئت مرکزی دائمی افیون، که در پی دومین کنوانسیون بین‌المللی افیون تأسیس شد، بر تهیهٔ گزارش‌های آماری در باب تجارت تریاک، مورفین، کوکائین، و هروئین نظارت می‌کرد. این هیئت همچنین نظامی برای صدور مجوز واردات و صادرات قانونی مواد مخدر ایجاد کرد.
کنوانسیون برده‌داری ۱۹۲۶ در پی آن بود که برده‌داری و تجارت برده را در سراسر جهان ریشه‌کن کرده و با فاحشگی اجباری مبارزه کند. موفقیت بزرگ آن فشار آوردن به قوای قیم کشورها بود تا برده‌داری را در آن کشورها ممنوع کنند. جامعه در ۱۹۲۳ عضویت لیبی اتیوپی را به شرط تعهد دربارهٔ پایان دادن به برده‌داری در آن کشور پذیرفت و با لیبریا برای متوقف کردن کار اجباری و برده‌داری بین‌طایفه‌ای همکاری کرد. جامعه همچنین موفق شد درصد مرگ‌ومیر کارگران مشغول به ساخت راه‌آهن اوسامبارا را از ۵۵ به ۴ درصد کاهش دهد. افغانستان در ۱۹۲۳، عراق در ۱۹۲۴، نپال در ۱۹۲۶، فرااردن و ایران در ۱۹۲۹، و اتیوپی در ۱۹۴۲ برده‌داری را ممنوع کردند که تااندازه‌ای به‌دلیلی فشار جامعهٔ ملل بود.
کمیساریای پناهندگان در ۲۷ ژوئن ۱۹۲۱ به ریاست فریتیوف نانسن تشکیل شد. هدف این سازمان نظارت بر بازگشت پناهندگان به سرزمین خود و در صورت لزوم اسکان ایشان در منطقه‌ای دیگر بود. پس از پایان جنگ جهانی اول، بین دو تا سه میلیون اسیر جنگی از کشورهای مختلف در سراسر روسیه پراکنده شده بودند؛ با دو سال از پایان جنگ، کمیساریا توانست به ۴۲۵٬۰۰۰ نفر آن‌ها کمک کند تا به خانه بازگردند. در ۱۹۲۲، کمیساریا کمپ‌هایی در ترکیه ایجاد کرد تا در بحران پناهندگانی که در جریان جنگ استقلال ترکیه رخ داده بود از شیوع بیماری‌ها و گرسنگی جلوگیری کند. جامعه همچنین حدود نیم میلیون گذرنامه نانسن برای تعیین هویت پناهندگان بدون تابعیت صادر کرد.
«کمیتهٔ مطالعهٔ مقام حقوقی زنان» هم برای پژوهش وضعیت زنان در سراسر جهان در ۱۹۳۷ تأسیس شد و پس از انحلال جامعهٔ ملل با عنوان «کمیسیون مقام زن» تحت نظارت سازمان ملل متحد درآمد.

پرچم نیمه‌رسمی جامعهٔ ملل، از ۱۹۳۹ تا ۱۹۴۱.

### زبان‌ها و نشان‌ها
زبان‌های رسمی جامعهٔ ملل انگلیسی و فرانسوی بود. چین و ژاپن خواستار انتخاب زبان اسپرانتو بودند ولی فرانسه به‌شدت با آن مخالف بود. جامعهٔ ملل انتخاب زبان اسپرانتو را به‌عنوان زبان جاری و کاری‌اش نپذیرفت.
در سال ۱۹۳۹ نشانی نیمه‌رسمی برای جامعهٔ ملل به‌وجود آمد که به شکل دو ستارهٔ پنج‌گوشه بود که درون یک پنج‌ضلعی آبی جا گرفته‌اند. ستاره‌ها و پنج‌ضلعی بر پنج قارهٔ زمین و «پنج نژاد انسانی» (شامل نژادهای سفیدپوست، زردپوست، سیاه‌پوست، سرخ‌پوست، و قهوه‌ای‌پوست در دسته‌بندی یوهان فریدریش بلومنباخ) دلالت داشت. متنی کمان‌شکل بر بالای نشان نام انگلیسی جامعهٔ ملل ("League of Nations") و متنی کمان‌شکل در پایین هم نام فرانسوی آن ("Société des Nations") را به نمایش می‌کشید.

## اعضا

پویانمایی نقشه‌ای از جهان بین سال‌های ۱۹۲۰–۴۵، که اعضای جامعهٔ ملل را در تاریخ این سازمان نشان می‌دهد.

جلسه مجمع عمومی جامعه اتفاق ملل در دومین سال تشکیل

از ۴۲ عضو مؤسس جامعهٔ ملل، ۲۳ عضو (۲۴ تا با شمردن فرانسه آزاد) تا انحلال این سازمان در ۱۹۴۶ در آن باقی ماندند. در همان سال تأسیس، سه کشور دیگر هم به عضویت جامعهٔ ملل درآمدند که دو تایشان تا انحلال عضو ماندند. همچنین جمهوری وایمار آلمان (رسماً رایش آلمان یا امپراتوری آلمان) در پی صدور قطعنامه‌ای در ۸ سپتامبر ۱۹۲۶ به عضویت جامعهٔ ملل پذیرفته شد.
در سال‌های آتی ۱۵ عضو دیگر نیز به جامعهٔ ملل پیوستند. حداکثر تعداد اعضای جامعهٔ ملل ۵۸ تا بود که بین ۲۸ سپتامبر ۱۹۳۴ (زمان پیوستن اکوادور) و ۲۳ فوریه ۱۹۳۵ (زمان خروج پاراگوئه) روی داد.
پادشاهی مصر آخرین کشوری بود که به عضویت جامعه ملل درآمد (۲۶ مه ۱۹۳۷). اولین کشوری که به‌شکل دائمی از جامعه ملل خارج شد کاستاریکا بود. این کشور که در ۱۶ دسامبر ۱۹۲۰ به عضویت جامعه ملل درآمده بود در ۲۲ ژانویه ۱۹۲۵ از عضویت این سازمان خارج شد و کوتاه‌ترین دورهٔ عضویت در جامعهٔ ملل را داشت. برزیل اولین کشور از اعضای مؤسس جامعهٔ ملل بود که آن را ترک کرد (۱۴ ژوئن ۱۹۲۶) و هائیتی آخرین (در آوریل ۱۹۴۲). عراق، که در سال ۱۹۳۲ به عضویت جامعهٔ ملل درآمده بود، اولین عضو مستقلی بود که پیش‌تر تحت قیمومت جامعهٔ ملل قرار داشت.
اتحاد جماهیر شوروی در ۱۸ سپتامبر ۱۹۳۴ عضو جامعهٔ ملل شد و در ۱۴ دسامبر ۱۹۳۹ به‌خاطر حمله به فنلاند از این سازمان اخراج شد. جامعهٔ ملل در اخراج شوروی قوانین خود را زیر پا گذاشت، چرا که فقط ۷ عضو از ۱۵ عضو «شورای جامعه» به اخراج شوروی رأی مثبت دادند که از اکثریت تصریح شده در میثاق کمتر است، و سه کشور از میان این کشورها روز پیش از رای‌گیری در شورا عضو شده‌بودند. این اتفاق از آخرین اَعمال جامعهٔ ملل بود و با آغاز جنگ جهانی دوم فعالیت‌های آن عملاً متوقف شد.

### ایران

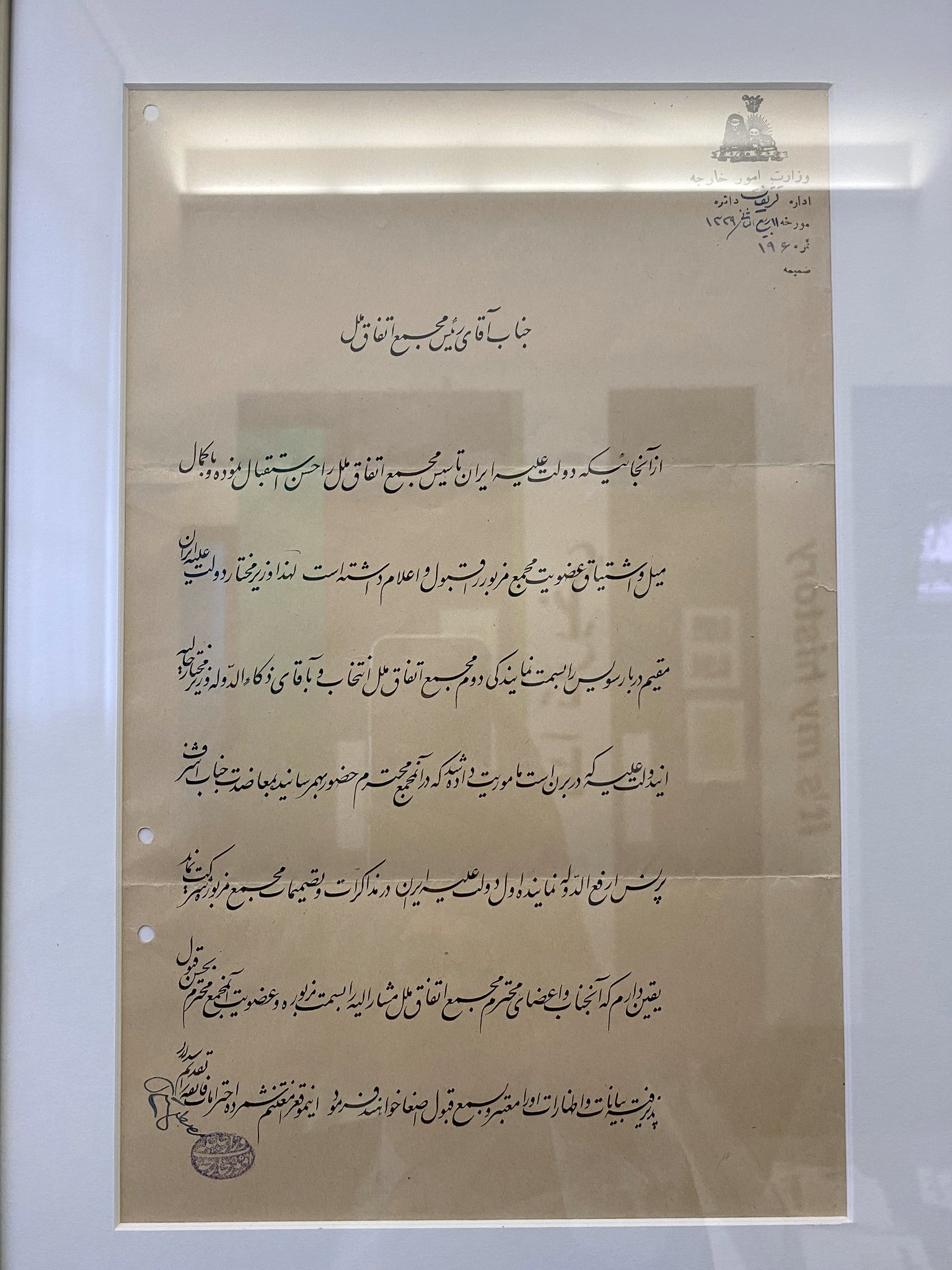
استوارنامه هیئت نمایندگی ایران برای عضویت در نخستین مجمع جامعه ملل

ایران از امضاکنندگان میثاق جامعهٔ ملل نبود، ولی نام این کشور (به همراه ده کشور مستقل دیگر) در پیوستی بر عهدنامه ذکر شده بود تا در صورت تمایل بتوانند به عضویت جامعه درآیند. هیئت نمایندگی ایران به‌ریاست پرنس ارفع و با حضور «امیر ذکاءالدولهٔ غفاری»، «حبیب‌الله شهاب»، و «دکتر جلیل‌خان» در نخستین اجلاس مجمع عمومی جامعهٔ ملل در سال ۱۹۲۰ شرکت کرد. راهزنان در راه ژنو به هیئت ایران حمله کردند و یکی از منشی‌های هیئت در درگیری‌ها کشته شد. سناتور آمریکایی جیمز ای. رید هم، که از مخالفان عضویت آمریکا در جامعهٔ ملل بود، در نطقی گفته بود که «عضویت ایرانِ بیچاره در جامعهٔ ملل … به این دلیل است که بریتانیا را صاحبِ رأی دیگری بکند.»
در این اجلاس ایران تنها کشور حاضر از جهان اسلام بود و تا عضویت ترکیه و عراق در ۱۹۳۲ تنها عضو مسلمان جامعه باقی ماند. نخستین شکایت مطرح‌شده در شورای اجرایی جامعهٔ ملل هم شکایت ایران از دولت تازه‌تأسیس شوروی (موسوم به قضیهٔ انزلی) بود که در ۱۹ مه ۱۹۲۰ تقدیم شورای اجرایی شد. شورای اجرایی بررسی قضیه را تا پایان مذاکرات دوطرفه به تعویق انداخت و غائله با امضای معاهدهٔ عدم تجاوز ایران و شوروی پایان یافت.

### افغانستان
بااینکه مرزهای بین افغانستان و راج بریتانیا در ۱۹۱۹ تعیین شده بودند، افغانستان در بین کشورهای دعوت‌شده به میثاق جامعه ملل نبود. در ۲۲ نوامبر ۱۹۲۱ با امضای معاهده‌ای بین بریتانیا و افغانستان، بر استقلال داخلی و خارجی این کشور تأکید شد. در سال ۱۹۳۴ پادشاه نوجوان افغانستان، محمد ظاهرشاه، به سفیر افغانستان در لندن دستور داد که اقدامات لازم را برای عضویت این کشور در جامعه انجام دهد. عضویت افغانستان در ۲۶ سپتامبر ۱۹۳۴ در مجمع عمومی به رأی گذاشته شد و با ۴۷ رأی موافق و بدون رأی مخالف و رأی ممتنع تصویب شد.

### قیمومت‌ها
پس از پایان جنگ جهانی اول، متفقین باید تصمیم می‌گرفتند که با مستعمرات امپراتوری آلمان در آفریقا و اقیانوس آرام و سرزمین‌های عرب‌نشین امپراتوری عثمانی چه کنند. در کنفرانس صلح پاریس تصمیم گرفته شد که در هر کدام از این مناطق دولتی جدا و وابسته به جامعه ملل حاکمیت داشته باشد، به شکلی که مسئولیت ملی این دول تحت نظارت بین‌المللی قرار بگیرد. این طرح را، که به قیمومت موسوم شد، «شورای ده» (سران دولت‌ها و وزرای خارجهٔ پنج کشور اصلی متفقین یعنی بریتانیا، فرانسه، آمریکا، ایتالیا، و ژاپن) در ۳۰ ژانویه ۱۹۱۹ تصویب کردند و به جامعهٔ ملل ابلاغ کردند.
طرح قیمومت جامعه ملل تحت مادهٔ ۲۲ میثاق جامعهٔ ملل تشکیل شد. کمیسیون دائمی قیمومت‌ها بر قیمومت‌های سازمان ملل نظارت می‌کرد، و همچنین اجرای همه‌پرسی‌هایی را برعهده داشت که در آن ساکنان مناطق مورد مناقشه می‌توانستند ملیت خود را انتخاب کنند. قیمومت‌های جامعهٔ ملل در سه طبقه A،‏ B و C دسته‌بندی می‌شدند.

قیمومت‌های طبقهٔ A (که شامل بخشی از قلمرو امپراتوری عثمانی می‌شد) «برخی اجتماعات» بودند که 
... تا آن حد رشد پیدا کرده‌اند که می‌توان آنان را به‌طور موقت در مقام کشورهایی مستقل شناسایی کرد، مشروط بر آنکه راهنمایی‌ها و یاوری‌های کشور نماینده راهبر آنان در اداره امور شود تا آنجا که اینان خود بتوانند به تنهایی سکان اداره کشورشان را به دست گیرند. بدیهی است که پیش از هرچیز نظر این اقوام در انتخاب کشور نماینده شرطی لازم به‌شمار می‌آید. — مادهٔ ۲۲، میثاق جامعهٔ ملل

قیمومت‌های طبقهٔ B مستعمرات امپراتوری آلمان که بعد از جنگ جهانی اول به کنترل متفقین درآمده بودند، و بنابر میثاق جامعه ملل «مردمان»ی بودند که میزان رشد و توسعهٔ آن‌ها در حدی بود که 
... ایجاب می‌کند که کشور نماینده خود عهده‌دار اداره آن مناطق شود به این صورت که عادات مذموم از قبیل برده‌فروشی و قاچاق اسلحه و الکل را از بین ببرد و آزادی وجدان و دین را تضمین کند و هیچ محدودیتی جز آنچه برای حفظ نظم و اخلاق حسنه ضرورت دارد به وجود نیاورد؛ همچنین استقرار پایگاه‌های نظامی یا دریایی را ممنوع کند و بومیان را بیش از آنچه برای خدمات انتظامی و دفاع از خاک ضرورت دارد تعلیم نظامی ندهد و برای سایر اعضای جامعه وضعی برابر در مبادلات و بازرگانی به وجود آورد.— مادهٔ ۲۲، میثاق جامعهٔ ملل

مدیریت جنوب غربی آفریقا و برخی جزایر اقیانوس آرام تحت قیمومت‌های طبقهٔ C برعهدهٔ اعضای جامعه بود و تحت عنوان «قلمرو» از آن‌ها نام برده می‌شد که
... به دلیل تراکم جمعیت یا اندک بودن وسعت خاک یا دوری از مراکز تمدن یا همجواری با خاک کشور نماینده در صورتی می‌توانند رشد یابند که همچون جزیی لایفنک از خاک کشور نماینده به‌شمار آیند و در نتیجه تابع قوانین داخلی آن کشور باشند به شرط اینکه آن تضمین‌های که در جهت منافع بومیان دستهٔ فوق پیش‌بینی شده است در مورد اینان نیز برقرار شود.— مادهٔ ۲۲، میثاق جامعهٔ ملل

#### قوای قیم
مدیریت این سرزمین‌ها تا زمانی که قادر به خودمختاری شناخته می‌شدند، به «قوای قیم»، مثلاً بریتانیا برای فلسطین یا اتحادیه آفریقای جنوبی برای جنوب غربی آفریقا سپرده شده بود. در کل چهارده قیمومت بین هفت قدرت قیم (بریتانیا، اتحادیهٔ آفریقای جنوبی، فرانسه، بلژیک، نیوزیلند، استرالیا، و ژاپن) تقسیم شد. به‌استثنای پادشاهی عراق، که در ۳ اکتبر ۱۹۳۲ به عضویت جامعهٔ ملل درآمد، هیچ‌کدام از این سرزمین‌ها تا جنگ جهانی دوم به استقلال نرسیدند و استقلال برخی حتی تا دههٔ ۱۹۹۰ میلادی روی نداد. پس از فروپاشی جامعهٔ ملل، قیمومت‌های آن تحت عنوان قلمروهای تراست سازمان ملل متحد درآمدند.
علاوه بر قیمومت‌ها، خود جامعه برای ۱۵ سال کنترل قلمرو حوضه زار (که در رفراندومی در ۱۹۳۵ کنترل آن به آلمان باز پس داده شد) و از ۱۵ نوامبر ۱۹۲۰ تا ۱ سپتامبر ۱۹۳۹ کنترل ایالت آزاد دانتسیگ (گدانسک امروزی) را برعهده داشت.

## اقدامات جامعهٔ ملل

### حل مناقشات ارضی
جنگ جهانی اول مسائل بسیاری را، از جمله موقعیت دقیق مرزهای ملی و اینکه کدام مناطق در کدام کشورها ادغام شوند، حل‌نشده باقی گذاشت. متفقین به اغلب این مسائل در سازمان‌های چون شورای سفیران رسیدگی می‌کردند و تنها امور خاص و دشوار را به جامعه ارجاع می‌دادند. به‌این‌ترتیب در اوایل دوره میان‌دوجنگ، جامعه نقش کوچکی در حل آشوب باقی‌مانده از جنگ داشت و عمدهٔ اموری که به آن رسیدگی می‌کرد همان‌هایی بودند که در پیمان صلح پاریس به آن‌ها اشاره شده بود.
با توسعهٔ جامعه، نقش آن گسترش یافت و تا میانه‌های دههٔ ۱۹۲۰ به مرکز فعالیت‌های بین‌المللی بدل شده بود. این تغییر را می‌توان در رابطهٔ بین جامعه و کشورهای غیرعضو، مثلاً آمریکا و روسیه دید که همکاری‌هایشان را با جامعه افزایش دادند. در نیمهٔ دوم دههٔ ۱۹۲۰، فرانسه، بریتانیا، و آلمان همه از جامعه ملل به عنوان کانون فعالیت‌های دیپلماتیکشان استفاده می‌کردند، دبیران امور خارجهٔ آن‌ها در جلسات جامعه در ژنو حاضر بودند، و سازوکار جامعه را برای بهبود روابط و حل اختلافاتشان به‌کار می‌بردند.

#### جزایر الند
الند مجموعه‌ای از حدود ۶٬۵۰۰ جزیره در دریای بالتیک و در میانهٔ راه سوئد و فنلاند است. ساکنان این جزایر غالباً به زبان سوئدی صحبت می‌کنند. در ۱۸۰۹ امپراتوری روسیه این جزایر را به‌همراه فنلاند تصرف کرده بود. در دسامبر ۱۹۱۷ و در گرماگرم انقلاب اکتبر، فنلاند اعلام استقلال کرد، ولی بیشتر ساکنان الند ترجیح می‌دادند سرزمینشان ضمیمهٔ کشور سوئد شود. دولت فنلاند این جزایر را بخشی از سرزمین خود می‌دانست، چرا که از زمان تأسیس دوک‌نشین بزرگ فنلاند در ۱۸۰۹ توسط روس‌ها الند تحت کنترل فنلاند بود. تا سال ۱۹۲۰، این مناقشه به حدی رسیده بود که خطر جنگ بین دو کشور وجود داشت. به ابتکار دولت بریتانیا، مسئله به جامعه ملل ارجاع شد، ولی دولت فنلاند حکمیت جامعه ملل را نمی‌پذیرفت و مسئله را امری داخلی می‌دانست. جامعه برای تصمیم‌گیری در مورد صلاحیت حکمیت در این مورد هیئتی کوچک تشکیل داد و با چراغ سبز این هیئت، کمیسیونی بی‌طرف برای حکمیت در مورد جزایر الند ایجاد شد. در ژوئن ۱۹۲۰، رأی نهایی جامعه ملل اعلام شد و قرار شد که جزایر الند جزئی از فنلاند بمانند ولی از هویت فرهنگی ساکنان آن در برابر فنلاند محافظت شود و اقداماتی برای غیرنظامی شدن جزیره صورت گیرد. با موافقت سرد سوئد، پروندهٔ جزایر الند بسته شد و نخستین توافق بین‌المللی اروپایی از طریق جامعه به‌دست آمد.

#### سیلزی علیا
متفقین مسئلهٔ سیلزی علیا را پس از آن به «جامعه» ارجاع دادند که خود نتوانستند مناقشات ارضی در این منطقه را حل کنند. پس از جنگ جهانی اول، جمهوری دوم لهستان مدعی حاکمیت بر سیلزی علیا، که پیش‌تر بخشی از پروس بود شد. در معاهدهٔ ورسای پیشنهادی مبنی بر اجرای همه‌پرسی سیلزی در علیا گنجانده شده‌بود تا در مورد این امر تصمیم‌گیری شود که این منطقه بخشی از کدامیک از دو کشور آلمان یا لهستان باشد. اعتراض‌ها در مورد تبعیض‌های مقامات آلمانی با ساکنان لهستانی‌الاصل این مناطق منجر به شورش‌های سیلزی اول و دوم (۱۹۱۹ و ۱۹۲۰) شد. در همه‌پرسی ۲۰ مارس ۱۹۲۱، ۵۹٫۶ درصد (حدود ۵۰۰٬۰۰۰ نفر) از آرا برای الصاق به آلمان بود، ولی لهستان مدعی شد که شرایط رای‌گیری عادلانه نبوده است. این امر به سومین شورش سیلزی در ۱۹۲۱ انجامید.
در ۱۲ اوت ۱۹۲۱، حل این مسئله به «جامعه» ارجاع شد. شورای اجرایی کمیته‌ای برای مطالعهٔ وضعیت با حضور نمایندگانی از بلژیک، برزیل، چین، و اسپانیا تشکیل داد. کمیته پیشنهاد کرد که سیلزی علیا بنابر خواستهٔ مشخص‌شدهٔ هر بخش بین دو کشور لهستان و آلمان تقسیم شود و دو کشور تمهیداتی برای ارتباط دو منطقه (از جمله آزادی تجارت کالا بین دو منطقه بسته به همبستگی اقتصادی و صنعتی آن‌ها) در نظر بگیرند. در نوامبر ۱۹۲۱ کنفرانسی در ژنو تشکیل شد تا قراردادی بین دو کشور منعقد شود. پس از پنج جلسه، قرار بر آن شد که بیشتر مناطق سیلزی علیا به آلمان اختصاص یابد، ولی اغلب منابع معدنی و مقدار زیادی از صنایع منطقه در بخشی قرار داشت که به لهستان تخصیص یافته بود. اعلان عمومی این موافقت‌نامه در مه ۱۹۲۲ موجب خشم مردم آلمان شد، بااین‌حال هر دو کشور قرار را به‌تصویب رساندند و در نتیجهٔ آن صلحی در منطقه ایجاد شد که تا آغاز جنگ جهانی دوم پایدار ماند.

#### آلبانی
مرزهای شهریارنشین آلبانی در جریان کنفرانس صلح پاریس (۱۹۱۹) در ۱۹۱۹ تعیین نشده بودند و مسئله برعهدهٔ جامعه گذاشته شده بود. تا ۱۹۲۱ این مسئله که هنوز حل نشده بود به وضعیتی آشفته دامن زد. ارتش پادشاهی یونان عملیاتی نظامی در جنوب آلبانی انجام داد. نیروهای پادشاهی صرب‌ها، کراوات‌ها، و اسلونی‌ها (یوگسلاوی) هم در شمال آلبانی پس از درگیری با طوایف آلبانیایی وارد معرکه شدند. جامعه کمیته‌ای از نمایندگان قدرت‌های مختلف به منطقه اعزام کرد. در نوامبر ۱۹۲۱، جامعه تصمیم گرفت که مرزهای آلبانی باید (به استثنای سه تغییر کوچک به نفع یوگسلاوی) به مرزهای ۱۹۱۳ بازگردانده شوند. یوگسلاوی به این تصمیم اعتراض کرد، ولی نیروهای آن چند هفته بعد منطقه را ترک کردند.
مرزهای آلبانی در ۲۴ اوت ۱۹۲۳ با ترور ژنرال ایتالیایی انریکو تلینی و چهار نفر از دستیارانش باز موجب درگیری‌های بین‌المللی شد. اجلاس سفیران، تلینی و دستیارانش را به مرز یونان و آلبانی فرستاده بود تا مرز جدید بین دو کشور را نشانه‌گذاری کنند. رهبر ایتالیا بنیتو موسولینی از این رویداد به خشم آمد و هشدار داد که کمیته‌ای باید طی پنج روز مسئله را بررسی کند و فارغ از نتیجهٔ پرونده، یونان باید به ایتالیا پنجاه میلیون لیر ایتالیا غرامت بپردازد، چرا که قتل در خاک یونان اتفاق افتاده بود. یونان در پاسخ موسولینی اعلام کرد که تنها در صورتی به ایتالیا غرامت می‌پردازد که ثابت شود جرم را یونانی‌ها مرتکب شده‌اند.
در واکنش به پاسخ یونانی‌ها، موسولینی در ۳۱ اوت ۱۹۲۳ یک ناو جنگی به جزیرهٔ کورفو فرستاد تا آن را بمباران کند، و نیروهای ایتالیایی جزیره را تصرف کردند. این اقدام موسولینی ناقض میثاق جامعه ملل بود و یونان از جامعه خواست تا وضعیت را حل کند. متفقین، پس از اصرار موسولینی، تصمیم گرفتند که اجلاس سفیران مسئول حل این اختلاف باشد، چرا که تلینی را این سازمان به مأموریت فرستاده بود. شورای اجرایی جامعه اختلاف را بررسی کرد، ولی یافته‌هایش را به اجلاس سفیران ارائه داد تا سفیران رأی نهایی را صار کنند. اجلاس سفیران اغلب پیشنهادهای جامعه را پذیرفت و یونان را مجبور کرد که پنجاه میلیون لیر به ایتالیا غرامت بدهد. بااین‌همه مجرمان اصلی قتل هرگز پیدا نشدند. در ۲۷ سپتامبر پرچم ایتالیا از کورفو پایین آمد و نیروهای ایتالیایی این جزیره را ترک کردند.

#### ممل

سخنرانی هیتلر در ممل یک روز پس از پذیرش اولتیماتوم

شهر بندری مِمِل (کلایپدای امروزی) و منطقه کلایپدا جمعیتی غالباً آلمانی‌زبان دارد، ولی بنابر مادهٔ ۹۹ معاهدهٔ ورسای کنترل آن به شکل موقت به متفقین اروپایی داده شده بود. دولت‌های فرانسه و لهستان بر آن بودند که ممل را به یک شهر بین‌المللی تبدیل کنند. لیتوانی هم ادعای حاکمیت بر این منطقه را داشت. تا ۱۹۲۳، وضعیت شهر هنوز تعیین نشده بود، و لیتوانی در ژانویهٔ ۱۹۲۳ به آن حمله کرد و بندر را به تصرف درآورد. پس از عدم موفقیت متفقین در مذاکره با لیتوانی، امر به جامعه ملل ارجاع شد. در دسامبر ۱۹۲۳، شورای اجرایی جامعه کمیته‌ای برای تحقیق در باب موضوع تشکیل داد. رای «کمیته کلایپدا» بر آن بود که منطقه جزئی از لیتوانی بشود و ادارهٔ آن به صورت خودمختار صورت بگیرد. شورای اجرایی جامعه ملل تصمیم کمیته را در ۱۴ مارس ۱۹۲۴ تصویب کرد و قدرت‌های متفقین و لیتوانی هم بعداً آن را تأیید کردند. در ۱۹۳۹ و در پی ظهور نازیسم، آلمان اولتیماتومی به لیتوانی داد و به این کشور هشدار داد که اگر منطقهٔ کلایپدا را ترک نکند ارتش آلمان به این کشور حمله خواهد کرد. جامعهٔ ملل نیز نتوانست مانع پیوستن کلایپدا به آلمان نازی شود.

#### ختای
در ۱۹۳۷ به سنجاق اسکندرون در قیمومت فرانسه بر سوریه و لبنان تحت نظارت جامعه خودمختاری داده شد و یک ماه پس از برگزاری انتخابات، پارلمان آن در سپتامبر ۱۹۳۸ با عنوان دولت خُتای اعلام استقلال کرد. این کشور را ترکیه در اواسط سال ۱۹۳۹ با رضایت فرانسه تصرف کرد و در ۷ ژوئیه ۱۹۳۹ رسماً در استان ختای ترکیه ادغام شد.

#### موصل
در ۱۹۲۶، جامعه توانست اختلاف بین پادشاهی عراق و جمهوری ترکیه را بر سر کنترل ولایت موصل عثمانی سابق حل کند. بریتانیایی‌ها، که قیمومت عراق را از سال ۱۹۲۰ در اختیار داشتند و امور خارجی عراق برعهده ایشان بود، موصل را بخشی از عراق می‌دانستند. جمهوری تازه‌تأسیس ترکیه هم مدعی بود که موصل از نظر تاریخی بخشی حیاتی از این کشور است. جامعهٔ ملل کمیته‌ای برای تحقیق در این مسئله با حضور اعضای بلژیکی، مجار، و سوئدی تشکیل داد. اعضای کمیته در ۱۹۲۴ به موصل سفر کردند و در گزارششان عنوان کردند که مردم موصل نمی‌خواهند بخشی از یکی از دو کشور باشند، ولی اگر قرار به انتخاب بین ترکیه و عراق باشد، عراق را ترجیح می‌دهند.
در ۱۹۲۵، کمیته پیشنهاد کرد که موصل بخشی از عراق بماند، ولی به‌شرطی که قیمومت بریتانیا بر این کشور ۲۵ سال دیگر ادامه پیدا کند تا حقوق خودمختاری مردم کرد زیر پا گذاشته نشود. شورای اجرایی جامعه در ۱۶ دسامبر ۱۹۲۵ تصمیم گرفت که موصل به عراق داده شود.
با اینکه ترکیه با امضای پیمان لوزان حکمیت جامعهٔ ملل را پذیرفته بود، تصمیم این سازمان در مورد مسئلهٔ موصل را رد کرد و اعلام کرد این سازمان صلاحیت رأی دادن در این مورد را ندارد. پرونده به دیوان عالی عدالت بین‌المللی ارجاع داده شد و رأی نهایی این دیوان این بود که تصمیم‌های متفق‌القول شورای اجرایی جامعه لازم‌الاجرایند. بریتانیا، عراق، و ترکیه در ۵ ژوئن ۱۹۲۶ پیمانی امضا کردند که کمابیش برپایهٔ تصمیم جامعهٔ ملل تنظیم شده بود. در این پیمان آمده بود که عراق باید برای عضویت در جامعهٔ ملل ۲۵ سال صبر کند و پس از آن قیمومت بریتانیا بر این کشور پایان می‌یابد.

#### ویلنیوس

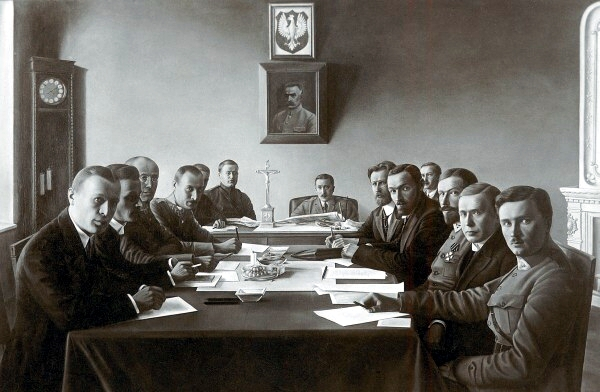
گروه‌های مذاکره‌کنندهٔ لهستانی (چپ) و لیتوانیایی (راست) در مذاکرات معاهده سوالکی

پس از پایان جنگ جهانی اول، لهستان و لیتوانی هر دو استقلال خود را پس گرفتند و بی‌درنگ درگیر مناقشات مرزی شدند. همزمان با جنگ لهستان-شوروی، لیتوانی پیمان صلحی با شوروی امضا کرد که مرزهای دو کشور در آن مشخص شده بود. این پیمان کنترل شهر ویلنیوس (لیتوانیایی: Vilnius, لهستانی: Wilno) را به لیتوانی می‌داد. این شهر پایتخت باستانی لیتوانی بود و اکثریتی لهستانی‌زبان داشت.
این امر موجب افزایش تنش‌ها بین دو کشور شد و خطر ازسرگیری جنگ لهستان و لیتوانی را تشدید کرد. با فشار جامعهٔ ملل لهستان به میز مذاکره آمد و در ۷ اکتبر ۱۹۲۰ معاهده سوالکی را امضا کرد. این معاهده بین دو کشور آتش‌بس برقرار می‌کرد و مرزی علامت‌گذاری‌شده بین دو کشور تعیین می‌کرد. بااین‌حال در ۹ اکتبر ۱۹۲۰ و یک روز پیش از اجرایی‌شدن معاهده، ژنرال لهستانی لوتسیان ژلیگفسکی به شهر ویلنیوس حمله کرد و با تصرف آن جمهوری لیتوانی مرکزی را تأسیس کرد.
با درخواست کمک لیتوانی از جامعه، شورای اجرایی جامعه از لهستان خواست که نیروهای خود را از منطقه خارج کند. دولت لهستان اعلام کرد که به خواسته‌های جامعه احترام خواهد گذاشت، ولی به‌جای آن نیروهای بیشتری به شهر اعزام کرد. این امر باعث شد که جامعه اعلام کند آیندهٔ ویلنیوس را باید ساکنان آن در یک همه‌پرسی تعیین کنند و نیروهای لهستانی باید از شهر خارج شوند و نیرویی بین‌المللی از سوی جامعه کنترل آن را در دست بگیرد. این طرح با مخالفت لهستان، لیتوانی، و شوروی، که مخالف هرگونه حضور نیروهای بین‌المللی در لیتوانی بودند مواجه شد و جامعه در مارس ۱۹۲۰ از طرح همه‌پرسی صرف نظر کرد. پس از پیشنهاد ناموفق پل ایمانز برای ایجاد فدراسیونی متحد از لهستان و لیتوانی،
که هدف آن تجسم دوبارهٔ مشترک‌المنافع لهستان–لیتوانی بود که پیش از ازدست‌دادن استقلالش شامل هر دو کشور می‌شد، لهستان در مارس ۱۹۲۲ ویلنیوس (رسماً جمهوری لیتوانی مرکزی) را تصرف کرد. پس از تصرف منطقه کلایپدا از سوی لیتوانی، اجلاس سفیران در ۱۴ مارس ۱۹۲۳ مرز بین دو کشور را به گونه‌ای تعیین کرد که ویلنیوس در داخل لهستان قرار می‌گرفت. مقامات لیتوانی این تصمیم را نپذیرفتند و تا ۱۹۲۷ به‌شکل‌رسمی با لهستان در جنگ بودند. این امر تا اولتیماتوم لهستان به لیتوانی در ۱۹۳۸ ادامه یافت. پس از پذیرش اولتیماتوم، لیتوانی روابط دیپلماتیک خود را با لهستان از سر گرفت و بدین ترتیب به‌شکل دفاکتو مرزهای خود با لهستان را پذیرفت.

#### کلمبیا و پرو
در اوایل قرن بیستم مناقشات مرزی متعدد بین دو کشور کلمبیا و پرو وجود داشت و در ۱۹۲۲، دو کشور معاهده سالومون-لوزانو را با هدف حل این مناقشات امضا کردند.
به عنوان بخشی از این معاهده، شهر مرزی لتیسیا و مناطق مجاورش از پرو جدا و به کلمبیا داده شدند تا این کشور به رود آمازون دسترسی داشته باشد.
در ۱ سپتامبر ۱۹۳۲، رهبران تجاری صنایع شکر و کائوچوی پرو، که در اثر این معاهده ضرر مالی دیده بودند، حمله‌ای به شهر لتیسیا سامان دادند و این شهر را تصرف کردند.
در ابتدا دولت پرو این تصرف را به رسمیت نشناخت، ولی رئیس‌جمهور پرو لوئیز میگوئل سانچز سرو تصمیم گرفت از بازگشت شهر به کلمبیا جلوگیری کند. ارتش پرو لتیسیا را تصرف کرد و بین دو کشور درگیری نظامی پیش آمد.
پس از ماه‌ها مذاکرات دیپلماتیک، دو دولت حکمیت جامعهٔ ملل را پذیرفتند و نمایندگانشان در مقابل شورای اجرایی جامعه حاضر شدند. طرفین در مه ۱۹۳۳ قرارداد صلح موقتی را امضا کردند که در آن کنترل منطقهٔ مورد مناقشه تا پایان مذاکرات دوطرفه به جامعه ملل سپرده می‌شد.
در مه ۱۹۳۴، قراداد نهایی امضا شد که بنا بر آن لتیسیا به کلمبیا بازگردانده شد و پرو به‌خاطر حملهٔ ۱۹۳۲ از این کشور عذرخواهی کرد. همچنین دو کشور متعهد شدند که مناطق مجاور لتیسیا از نیروهای نظامی خالی کنند، تردد آزاد را بر رود پوتوماجو تضمین کنند، و بر قرار عدم تجاوز بین دو کشور تأیید کردند.

#### زار
قلمرو حوضه زار سرزمینی متشکل از بخش‌هایی از پروس و پالاتن بود که بنا بر معاهدهٔ ورسای تحت کنترل جامعه قرار گرفته بود. قرار شد پس از پانزده سال حکومت جامعه، یک همه‌پرسی در زار برگزار شود و تصمیم گرفته شود که این منطقه به کدامیک از دو کشور آلمان یا فرانسه الصاق شود. این همه‌پرسی در ۱۹۳۵ برگزار شد و ۹۰٫۳ درصد رأی‌دهندگان اعلام کردند که می‌خواهند به آلمان بپیوندند. شورای اجرایی جامعه این تصمیم را اندکی بعد تأیید کرد.

### درگیری‌های غیرارضی
علاوه بر مناقشات ارضی، جامعه تلاش داشت دیگر درگیری‌ها بین کشورها و همچنین در داخل کشورها را حل کند. از موفقیت‌های جامعه می‌توان به مبارزه با تجارت افیون و برده‌داری جنسی و تلاش برای بهبود شرایط پناهجویان، به‌ویژه در ترکیه پیش از سال ۱۹۲۶ اشاره کرد. گذرنامه نانسن، که صدور آن از سال ۱۹۲۲ آغاز شد، یکی از ابداع‌های جامعه برای بهبود شرایط پناهجویان بود و نخستین مدرک شناسایی برای اشخاص بدون تابعیت به‌شمار می‌رود.

#### یونان و بلغارستان
پس از واقعه‌ای بین مرزبانان یونانی و بلغارستانی در اکتبر ۱۹۲۵، درگیری نظامی بین دو کشور آغاز شد. سه روز بعد، نیروهای یونانی به پادشاهی بلغارستان حمله کردند. دولت بلغارستان به جامعهٔ ملل حکمیت در این پرونده اطمینان داشت و به نیروهایش دستور داد که در برابر یونانی‌ها خویشتن‌داری کنند و بین ده‌هزار تا پانزده‌هزار نفر را از مناطق مرزی‌اش تخلیه کرد.
جامعه اقدام یونان در حمله به بلغارستان را محکوم کرد و از یونان خواست نیروهایش را از خاک بلغارستان خارج کند و ۴۵٬۰۰۰ پوند به بلغارستان غرامت بپردازد. یونان تصمیم جامعه را پذیرفت، ولی به استاندارد دوگانهٔ جامعه در قبال یونان و ایتالیا (در بحران کورفو) اعتراض کرد.

#### لیبریا
در پی اتهامات مربوط به بیگاری، برده‌داری، و تجارت برده در کلان‌کشتزار کائوچوی فایرستون، که مالکی آمریکایی داشت، دولت لیبریا از جامعه خواست که به این پرونده رسیدگی کند. جامعه به همراه آمریکا و لیبریا کمیته‌ای برای بررسی این موضوع تشکیل داد. در ۱۹۳۰، گزارش کمیته وجود بیگاری و برده‌داری در فایرستون را تأیید کرد. این گزارش نقش مقامات متعددی را در تجارت کارگر بی‌مزد آشکار کرد که موجب خشم عمومی در لیبریا و استعفای رئیس‌جمهور این کشور چارلز دی. بی. کینگ و معاونش شد. دولت لیبریا در پی این رویداد بیگاری و برده‌داری را ممنوع کرد و از آمریکا خواست به این کشور در اصلاحات اجتماعی کمک کند.

#### حادثه موکدن

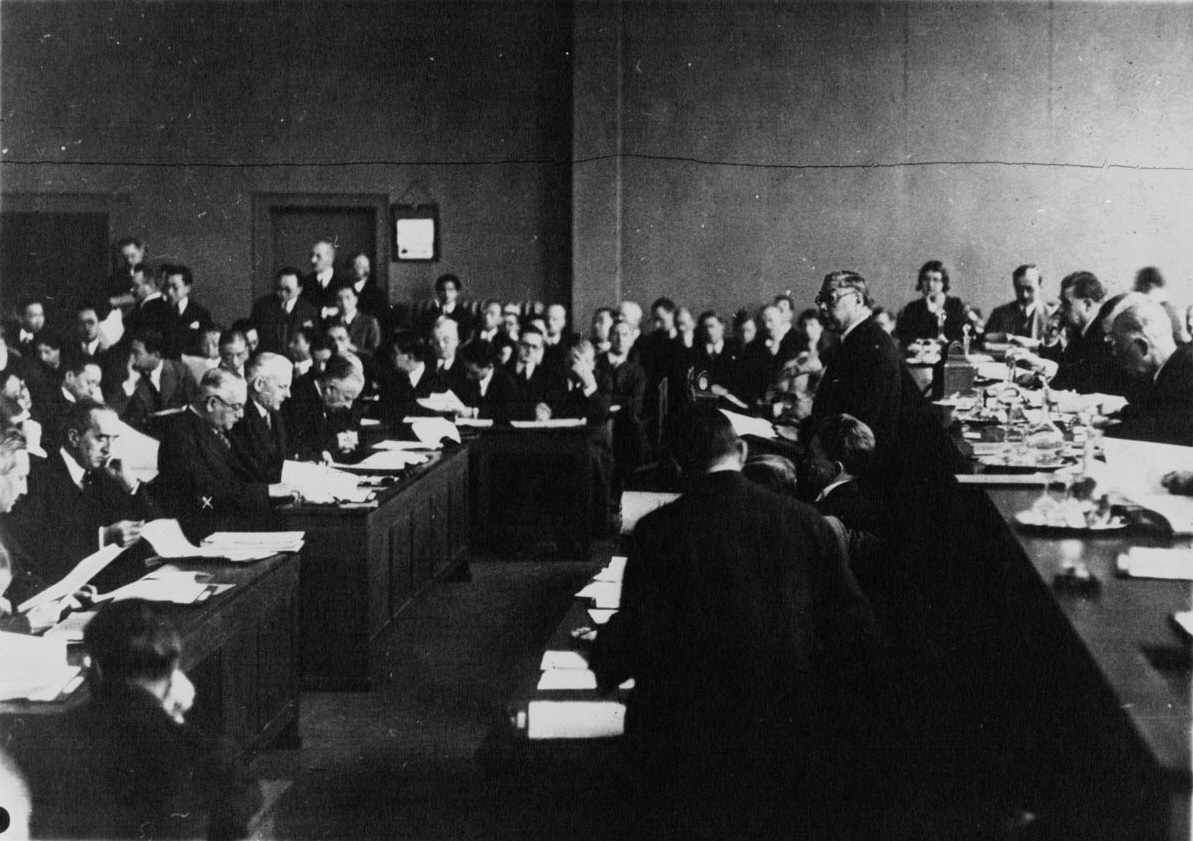
سخنرانی نمایندهٔ چین در جامعهٔ ملل در رابطه با حادثه موکدن، ۱۹۳۲.

حادثهٔ موکدن یا حادثهٔ منچوری ضربه‌ای کاری بود که اعتبار و اقتدار جامعه را تضعیف کرد، چراکه اعضای بزرگ جامعه از مقابله با تجاوز ژاپن سر باز زدند و ژاپن نیز خود از جامعه خارج شد.
دولت ژاپن تحت قرارداد بیست و یک خواسته با چین، حق مستقر کردن نیروهایش در مناطق اطراف راه‌آهن جنوب در منطقه منچوری چین را داشت. این خط راه‌آهن مسیر عمدهٔ بازرگانی بین دو کشور بود. در سپتامبر ۱۹۳۱، کانتوگون ژاپن به بخشی از این خط راه‌آهن آسیب خفیفی زد تا بهانه‌ای برای حمله به چین ایجاد شود. ارتش ژاپن ادعا کرد که سربازان چینی به خط راه‌آهن آسیب زده‌اند، و به عنوان تلافی آن (بر خلاف دستورهای ظاهری توکیو) همهٔ منچوری را تصرف کرد و با تغییر نام آن به مانچوکوئو، در ۹ مارس ۱۹۳۲ دولتی دست‌نشانده در آن تأسیس کرد که امپراتور سابق چین، پویی، رهبر آن بود. تنها کشورهایی که این دولت جدید را به رسمیت شناختند ایتالیا، آلمان نازی، و اسپانیا بودند، و بقیهٔ اعضای جامعهٔ ملل منچوری را بخشی از چین می‌دانستند.

جامعهٔ ملل ناظرانی به منطقه اعزام کرد و کمیته‌ای، موسوم به کمیتهٔ لیتون، تشکیل داد تا به این موضوع رسیدگی کند. گزارش لیتون یک سال بعد، در اکتبر ۱۹۳۲، منتشر شد و ژاپن را در حمله به منچوری مقصر شناخت و اعلام کرد که منچوری باید به چین بازگردانده شود. این گزارش همچنین بیان می‌داشت که اعضای جامعهٔ ملل نباید دولت دست‌نشاندهٔ مانچوکوئو را به رسمیت بشناسند و پیشنهاد کرد که در منچوری دولت خودمختاری تحت حاکمیت چین تشکیل شود. مجمع عمومی جامعه ملل این گزارش را در ۱۹۳۳ با ۴۲ رأی موافق و ۱ رأی مخالف (ژاپن) تصویب کرد. در واکنش به این تصمیم، ژاپن، به جای خارج کردن نیروهایش از چین، از جامعهٔ ملل خارج شد. تاریخ‌دان بریتانیایی، سی. ال. موات، می‌نویسد که در نتیجهٔ این پرونده، آرمان امنیت دسته‌جمعی معدوم شد: 
جامعه و آرمان امنیت دسته‌جمعی و حکومت قانون شکست خورد؛ تا اندازه‌ای به‌سبب بی‌اعتنایی، و همدلی با تجاوزگر، ولی تا اندازه‌ای هم به‌سبب اینکه قدرت‌های جامعه آماده نبودند، سرشان جای دیگری گرم بود، و در درک مقیاس جاه‌طلبی‌های ژاپن کند بودند.— بریتانیا بین دو جنگ ۱۹۱۸–۱۹۴۰

#### جنگ چاکو
در سال ۱۹۳۲، جامعه نتوانست جلودار جنگ بین بولیوی و پاراگوئه بر سر منطقهٔ خشک گرن چاکو شود. این منطقه، بااین‌که جمعیت چندانی ندارد، دربرگیرندهٔ رود پاراگوئه است، که می‌تواند راهی برای دسترسی یکی از این دو کشور محصور در خشکی به اقیانوس اطلس باشد. همچنین برخی گمان‌ها، که بعدها نادرستی آن‌ها مشخص شد، بر آن بودند که این منطقه شامل منابع غنی نفت خام است. پس از درگیری‌های جزئی مرزی در اواخر دههٔ ۱۹۲۰، در سال ۱۹۳۲ و پس از حمله ارتش بولیوی به قلعهٔ کارلوس آنتونیو لوپز جنگی تمام‌وکمال بین دو کشور آغاز شد که به جنگ چاکو موسوم است. پاراگوئه از جامعهٔ ملل درخواست کرد که در مسئله مداخله کند، ولی پس از آنکه کنفرانس کشورهای آمریکایی پیشنهاد کرد بین دو کشور میانجی باشد، جامعه تصمیم گرفت اقدامی در مورد این جنگ انجام ندهد. جنگ چاکو برای طرفین فاجعه‌بار بود و منجر به ۵۷٬۰۰۰ نفر تلفات برای بولیوی (که جمعیتش حدود سه میلیون نفر بود) و ۳۶٬۰۰۰ نفر تلفات برای پاراگوئه (با جمعیت حدود یک میلیون نفر) شد.
جنگ همچنین دو کشور را تا مرز فروپاشی اقتصادی برد. تا ۱۲ ژوئن ۱۹۳۵، که آتش‌بسی بین دو کشور امضا شد، پاراگوئه عمدهٔ منطقه را در کنترل خود درآورده بود و بولیوی مالکیت پاراگوئه بر این منطقه را در پیمانی بین دو کشور در ۱۹۳۸ پذیرفت.

#### حمله ایتالیا به حبشه

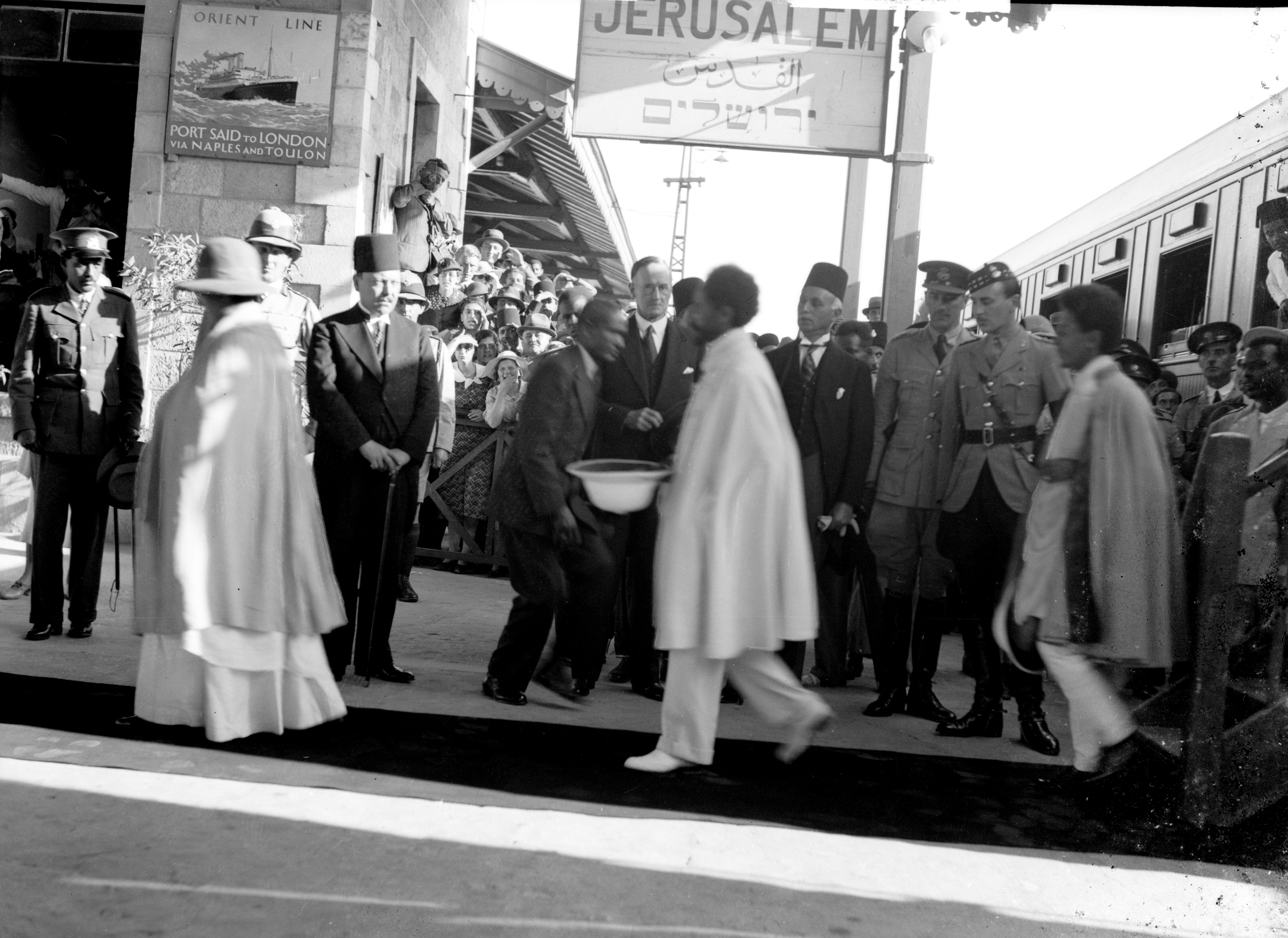
هایله ثلاثی پس از فرار از حبشه در اورشلیم

در اکتبر ۱۹۳۵، بنیتو موسولینی، دیکتاتور ایتالیا، ۴۰۰٬۰۰۰ سرباز را برای تصرف حبشه (اتیوپی) به این کشور اعزام کرد. از نوامبر ۱۹۳۵، مارشال پیترو بادوگیلیو فرماندهی این عملیات را برعهده گرفت و و با بمباران، استفاده از اسلحهٔ شیمیایی چون گاز خردل، و مسموم کردن منابع آب، به روستاهای غیرنظامی و تأسیسات بهداشتی حبشه حمله کرد. ارتش ایتالیا حبشی‌های آدیس آبابا را در مه ۱۹۳۶ شکست داد و امپراتور اتیوپی هایله ثلاثی مجبور به فرار شد.
جامعه تجاوز ایتالیا به حبشه را محکوم و در نوامبر ۱۹۳۵ تحریم‌هایی اقتصادی را علیه این کشور وضع کرد، ولی این تحریم‌ها غالباً تأثیری نداشتند، چرا که شامل ممنوعیت فروش نفت یا بستن کانال سوئز (که تحت کنترل بریتانیا بود) نمی‌شدند. به گفتهٔ استنلی بالدوین، نخست‌وزیر وقت بریتانیا، دلیل نهایی این امر آن بود که هیچ‌کدام از قدرت‌های بزرگ در آن زمان توان مقابلهٔ نظامی با ایتالیا را نداشت. در اکتبر ۱۹۳۵، رئیس‌جمهور آمریکا، فرانکلین دلانو روزولت، با عطف به لوایح بی‌طرفی که کنگرهٔ آمریکا آن‌ها را به‌تازگی تصویب کرده بود، فروش اسلحه و مهمات را به دو طرف ممنوع کرد، ولی علیه ایتالیا «تحریم‌های اخلاقی» ای را هم وضع کرد که شامل موارد دیگری نیز می‌شد. تحریم‌های جامعه علیه ایتالیا در ۴ ژوئیه ۱۹۳۶ برداشته شدند، و تا آن زمان ایتالیا کنترل غالب مناطق شهری حبشه را در دست گرفته بود.
توافق هوار–لاوال در دسامبر ۱۹۳۵ تلاشی از سوی وزیر خارجهٔ بریتانیا ساموئل هوار و نخست‌وزیر فرانسه پیر لاوال برای پایان دادن به درگیری‌ها در حبشه بود. این توافق پیشنهاد می‌کرد که این کشور به دو بخش ایتالیایی و حبشی تقسیم شود. موسولینی آماده بود که این توافق را بپذیرد، ولی خبر این توافق به بیرون درز کرد و موجب خشم افکار عمومی در بریتانیا و فرانسه شد و هوار و لاوار مجبور به استعفا شدند.
در ژوئن ۱۹۳۶ هایله ثلاثی در مجمع عمومی جامعه ملل حاضر شد و از اعضای جامعه خواست از کشورش حمایت کنند. پیش از این سابقه نداشت که یکی از سران ملت‌ها شخصاً در مجمع عمومی سخنرانی کند.
بحران حبشه نشان داد که چگونه اعضاء می‌توانند جامعه را برای تحصیل منافع خود تحت نفوذ قرار دهند. یکی از دلایل شکست تحریم‌ها علیه ایتالیا این بود که بریتانیا و فرانسه می‌ترسیدند در صورت فشار بر موسولینی، او را به اتحاد با آدولف هیتلر ترغیب کنند.

#### جنگ داخلی اسپانیا
در ۱۷ ژوئیهٔ ۱۹۳۶، ارتش اسپانیا دست به کودتایی علیه جمهوری دوم اسپانیا (دولت منتخب چپ‌گرا) زد که آغازگر جنگی طولانی بین جمهوری‌خواهان و ملی‌گرایان (که شامل محافظه‌کاران، شورشیان ضدکمونیست، و اغلب افسران ارتش اسپانیا می‌شد) بود. خولیو آلوارز دل وایو، وزیر خارجهٔ اسپانیا، در سپتامبر ۱۹۳۶ دست به دامن جامعه شد تا برای حفظ استقلال سیاسی و یکپارچگی ارضی اسپانیا به این کشور کمک نظامی بکند. اعضای جامعه تصمیم گرفتند که نه در جنگ داخلی اسپانیا مداخله کنند و نه دیگر قدرت‌های خارجی را از مداخله در این جنگ بازدارند. هیتلر و موسولینی به ژنرال فرانسیسکو فرانکو و ملی‌گرایان کمک می‌کردند و شوروی حامی جمهوری‌خواهان بود. در فوریهٔ ۱۹۳۷، جامعه با منع ورود داوطلبان بین‌المللی به جنگ داخلی اسپانیا موافقت نکرد، ولی این تصمیم بیشتر جنبه‌ای نمایشی داشت.

#### جنگ دوم چین و ژاپن
ژاپن، که در دههٔ ۱۹۳۰ به برانگیختن درگیری‌های محلی در چین مشغول بود، در ۷ ژوئیه ۱۹۳۷ حمله‌ای تمام‌عیار را به این کشور آغاز کرد. در ۱۲ سپتامبر، نمایندهٔ چین در جامعهٔ ملل، ولینگتون کو، از جامعه خواست تا در این درگیری مداخله کند. کشورهای غربی با چینی‌ها، به ویژه در مقاومت سرسختانهٔ ایشان در نبرد شانگهای که شهری با تعداد زیادی شهروندان خارجی بود، همدل بودند. بااین‌حال جامعه نتوانست علیه ژاپن اقدامی بکند و در ۴ اکتبر پرونده را به کنفرانس پیمان نُه قدرت ارجاع داد.

### خلع سلاح
مادهٔ ۸ میثاق جامعه را ملزم به «کاهش سلاح‌های نظامی ملی به کمترین حد هماهنگ با امنیت ملی یا تعهدات بین‌المللی کشورها، مبتنی بر انجام عملیات نظامی مشترک» می‌کرد. بااین‌که تعدادی از دولت‌های عضو بر آن بودند که خلع سلاح گسترده غیرممکن یا حتی غیرمطلوب است، بخش قابل‌توجهی از وقت و توان جامعه به این هدف اختصاص یافت.
معاهدهٔ ورسای هم قدرت‌های متفقین را ملزم به تلاش برای خلع سلاح می‌کرد و خلع سلاح شکست‌خوردگان جنگ را نیز اولین گام به سوی خلع سلاح جهانی می‌دانست. میثاق وظیفهٔ ریختن طرحی برای خلع سلاح هر کشور را برعهدهٔ جامعه گذاشته بود، ولی شورای اجرایی در ۱۹۲۶ برای انجام این کار کمیته‌ای ویژه تشکیل داد تا زمینه را برای برگزاری کنفرانس جهانی خلع سلاح در سال‌های ۱۹۳۲–۱۹۳۴ آماده کند.
اعضای جامعه بر خلع سلاح اجماعی نداشتند. بدون گرفتن تضمین کمک نظامی در صورت حملهٔ آلمان، فرانسه مخالف خلع سلاح بود؛ لهستان و چکسلواکی هم نسبت به تجاوز آلمان نگران بودند، و پیش از خلع سلاح، می‌خواستند واکنش جامعه نسبت به تجاوزگری اعضایش تشدید شود. با افزایش قدرت آلمان، و به‌ویژه پس از به قدرت رسیدن آدولف هیتلر در ۱۹۳۳، این نگرانی‌ها افزایش یافت. تلاش آلمان برای بی‌اثر کردن معاهدهٔ ورسای و بازسازی نیروهای نظامی این کشور هم باعث شد بی‌میلی فرانسه به خلع سلاح بیشتر شود.
کنفرانس جهانی خلع سلاح، که در ۱۹۳۲ در ژنو و با حضور نمایندگان ۶۰ کشور تشکیل شد، در رسیدن به اهدافش موفق نبود.
در ابتدای این کنفرانس، هدف آن بود که ظرف مدت یک سال گسترش جنگ‌افزارها متوقف شود.
همچنین موافقت اولیهٔ فرانسه، ایتالیا، اسپانیا، ژاپن، و بریتانیا مبنی بر محدود کردن اندازهٔ قوای دریایی این کشورها گرفته شد، ولی توافق نهایی به انجام نرسید. در نهایت این کنفرانس نتوانست مانع انباشت نظامی در آلمان، ایتالیا، ژاپن، و فرانسه در دههٔ ۱۹۳۰ شود.
رویدادهایی که منجر به جنگ جهانی دوم شدند، از جمله ارسال نیروهای نظامی به راینلاند از سوی هیتلر، تصرف سودتنلند، و آنشلوس (الصاق اتریش به آلمان که در توافق ورسای ممنوع شده بود) با سکوت جامعهٔ ملل همراه بودند و اعضای جامعه، به‌جای خلع سلاح، دست به اندوختن قوای نظامی زدند. در ۱۹۳۳، ژاپن به جای پذیرش حکمیت جامعهٔ ملل، از این سازمان خارج شد، و در همان سال آلمان (به‌بهانهٔ شکست کنفرانس جهانی خلع سلاح در توافق بر تعادل نظامی فرانسه و آلمان)، ایتالیا، و اسپانیا جامعه را ترک کردند. آخرین اقدام قابل‌توجه جامعه اخراج شوروی از این سازمان در دسامبر ۱۹۳۹ و پس از حمله این کشور به فنلاند بود.

## دلایل عدم موفقیت جامعه ملل

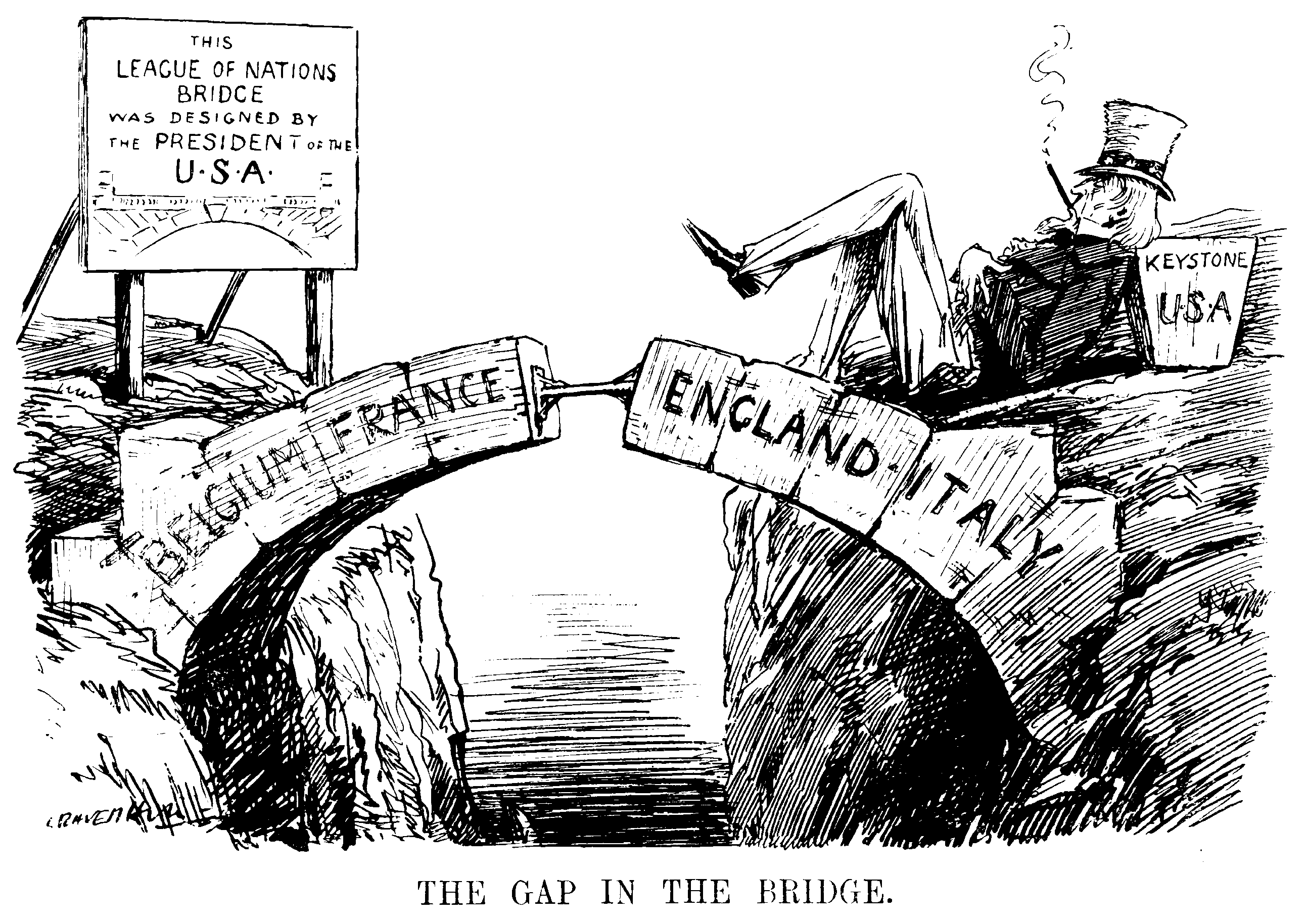
درز پل؛ کارتونی در مجله پانچ در ۱۰ دسامبر ۱۹۲۰ که در آن عمو سام بر روی سنگ تاج پلِ بین قدرت‌های اروپایی لم داده و آن را ناتمام گذاشته است. این کارتون اشاره به عدم عضویت آمریکا در جامعه ملل دارد.
نوشته روی تابلو: «پل جامعهٔ ملل را رئیس‌جمهور ایالات متحدهٔ آمریکا طراحی کرده است.»

آغاز جنگ جهانی دوم به این معنا بود که جامعهٔ ملل در هدف اصلی (جلوگیری از یک جنگ جهانی دیگر) خود شکست خورده است. دلایل متعددی برای این شکست مطرح شد که بسیاری از آن‌ها در ارتباط با ضعف کلی این سازمان است. همچنین عدم عضویت آمریکا در جامعه قدرت آن را محدود ساخت.

### پیدایش و ساختار
جامعه ملل را متفقین جنگ جهانی اول به‌عنوان بخشی از فرایند صلح برای پایان جنگ ایجاد کردند و این امر سبب شد که به آن با دید «جامعهٔ برنده‌ها» ی جنگ نگاه شود.
بی‌طرفی جامعه معمولاً خود را در عدم جسارت و مردد بودن نشان می‌داد. برای تصویب قطعنامه‌ها در جامعه، به رأی یک‌صدای نُه، و بعدها هر پانزده عضو شورای اجرایی نیاز بود؛ ازین‌رو اجرای اقدامات بهینه و قاطع دشوار یا حتی غیرممکن بود. همچنین از آن‌جا که در برخی تصمیمات اجماع همهٔ اعضای مجمع عمومی لازم می‌شد، تصمیم‌گیری در این موارد فرآیندی کند بود. این مسئله از آن ناشی می‌شد که قدرت‌های بزرگ جامعهٔ ملل علاقه‌ای نداشتند که امکان تعیین سرنوشتشان را توسط کشورهای دیگر بپذیرند و با اجباری کردن اجماع کامل مجمع عمومی در این موارد عملاً برای خود نوعی قدرت وتو ایجاد می‌کردند.

### نمایندگی جهانی
در طول عمر جامعهٔ ملل، نمایندگی کشورها مشکلی مزمن بود. برخی کشورها هرگز به عضویت جامعه درنیامدند و دوران عضویت برخی کشورهای دیگر هم کوتاه بود. انگشت‌نماترین جای خالی، جای خالی آمریکا بود که بااین‌که رئیس‌جمهور آن، وودرو ویلسون، آمریکا، به‌شکلی خستگی‌ناپذیر در تأسیس جامعه ملل کوشیده بود و بر آن تأثیری عظیم گذاشته بود، با رأی منفی سنای آمریکا در ۱۹ نوامبر ۱۹۱۹ عطای عضویت در جامعه را به لقای آن بخشید. تاریخ‌نگار بریتانیایی روث هنیگ می‌گوید که اگر آمریکا به عضویت جامعه درآمده بود، جامعه می‌توانست با ترغیب بریتانیا و فرانسه به مشارکت بیشتر در اقدامات جامعه و عدم مماشات با آلمان، جلوی به‌قدرت رسیدن حزب نازی را بگیرد. از طرف دیگر، هنیگ اعتراف می‌کند که عضویت آمریکا در جامعه ممکن بود از توان این سازمان برای مقابله با حوادث بین‌المللی بکاهد، چرا این کشور علاقه‌ای به جنگ با قدرت‌های اروپای یا اعمال تحریم بر آن‌ها را نداشت. ساختار حکومت فدرال ایالات متحده آمریکا هم ممکن بود عضویت آن را در جامعه مشکل‌زا کند، چراکه نمایندگان آمریکا در جامعه نمی‌توانستند بدون اجازهٔ قبلی کنگره ایالات متحده آمریکا برای قوه مجریه آن تصمیمی بگیرند.
هنگام تشکیل جامعهٔ ملل در ژانویهٔ ۱۹۲۰، آلمان به‌عنوان متجاوز در جنگ جهانی اول شناخته شده بود و اجازهٔ عضویت در جامعهٔ ملل را نیافت. جمهوری فدراتیو سوسیالیستی روسیه شوروی هم جزء اعضای اولیهٔ جامعه نبود، چرا که در میان اعضا نگاهی منفی به نظام‌های کمونیست وجود داشت و جنگ داخلی روسیه هم شناخت نمایندهٔ مشروع این کشور را دشوار کرده بود. با خروج قدرت‌های بزرگ در دههٔ ۱۹۳۰، ضعف جامعه بیش‌ازپیش شد. ژاپن، که از ابتدا یکی از اعضای دائمی شورای اجرایی جامعه بود، در ۱۹۳۳ و پس از اعتراض یک‌صدای جامعهٔ ملل به اشغال منچوری این سازمان را ترک کرد. ایتالیا هم که یکی دیگر از اعضای دائمی شورای اجرایی بود، در ۱۹۳۷ و حدود یک سال پس از پایان بحران حبشه از جامعه خارج شد. اسپانیا هم از ابتدا به‌عنوان یکی از اعضای دائمی در شورای اجرایی حضور داشت، ولی در ۱۹۳۹ و در پی پیروزی ملی‌گرایان در جنگ داخلی اسپانیا جامعه را ترک کرد. بااین‌که در ۱۹۲۶، جامعه ملل آلمان را «کشوری صلح‌دوست» شناخته و آن را به عضویت دائم در شورای اجرایی پذیرفته بود، با به‌قدرت رسیدن هیتلر در ۱۹۳۳ آلمان هم از جامعهٔ ملل خارج شد.

### امنیت دسته‌جمعی
نقطه‌ضعف مهم دیگر جامعهٔ ملل از تناقض بین آرمان امنیت دسته‌جمعی، که بنیاد تشکیل جامعه بود، و واقعیت‌های روابط بین کشورهای عضو ناشی می‌شد. برای اینکه نظام امنیت دسته‌جمعی جامعه عملی شود، لازم بود کشورها برای حفظ امنیت همگانی منافع ملی خود را نادیده بگیرند و در مقابل کشورهای دوست بایستند و به حمایت از کشورهایی بپردازند که با آنها هیچ رابطه عادی ندارند. این ضعف خود را بیش‌ازپیش در بحران حبشه نشان داد، که در آن بریتانیا و فرانسه باید بین ایتالیا، که حمایتش را برای حفظ امنیت اروپا و «دفاع در برابر دشمنان نظم داخلی» لازم داشتند، و حبشه، که به عنوان عضوی از جامعهٔ ملل به حفظ استقلال آن متعهد بودند، یکی را انتخاب می‌کردند. در ۲۳ ژوئن ۱۹۳۶، همزمان با شکست اقدامات جامعه برای بازداشتن ایتالیا از تجاوز به حبشه، نخست‌وزیر بریتانیا استنلی بالدوین در سخنرانی‌ای در مجلس عوام بریتانیا عنوان کرد که امنیت دسته‌جمعی 
نهایتاً شکست خورده است، چراکه هیچ‌یک از ملل اروپا رغبتی در به‌کار گرفتن آنچه که من نام آن را «تنبیه نظامی» گذاشته‌ام از خود نشان نمی‌دهند … دلیل واقعی آن، یا دلیل اصلی‌اش، این است که ما در این چند هفته کشف کرده‌ایم که هیچ کشوری، به‌جز کشور متجاوز، برای جنگ آماده نیست … اگر قرار است اقدام دست‌جمعی رنگ واقعیت به‌خود بگیرد و صرفاً نقل محافل نباشد، نه‌تنها همهٔ کشورها باید برای جنگ آماده باشند، بلکه باید بتوانند که در یک آنْ به میدان جنگ بروند. این امر، امری وحشتناک است، اما عنصری حیاتی است در امنیت دسته‌جمعی.— 
در نهایت و در مقابل رشد روزافزون نظامی‌گرایی آلمان نازی، بریتانیا و فرانسه هر دو آرمان امنیت دسته‌جمعی را به هوای سیاست مماشات رها کردند.
در همین بافتار، جامعه نخستین سازمانی بود که در آن بحث‌هایی بین‌المللی در باب تروریسم مطرح شد. ترور الکساندر یکم یوگسلاوی در ۱۹۳۴ در مارسی فرانسه همچنین جنبه‌های «تئوری توطئهٔ» این گفتمان را به نمایش گذاشت، که برخی از آنان تداعی‌گر گفتمان تروریسم در دنیای پس از حملات ۱۱ سپتامبرند. تاریخ‌نگار دیپلماسی آمریکایی، ساموئل فلگ بیمس، که در ابتدا از حامیان جامعهٔ ملل بود، پس از دو دهه تجربهٔ این سازمان نظر خود را عوض کرد، چراکه
جامعهٔ ملل ناکامی‌ای بود دلسردکننده … علت ناکامی‌اش نه آن بود که آمریکا عضو جامعه نشد، بلکه آن بود که قدرت‌های بزرگ، جز در آن‌جا که بر وفق منافع خودشان بود، میلی به تنبیه متجاوزان نداشتند، و آنکه دموکراسی، که بنیاد جامعهٔ ملل بر آن مفهوم گذارده شده بود، در نیمی از جهان فروپاشیده بود.— 

### صلح‌طلبی و خلع سلاح
جامعهٔ ملل نیروی مسلحی از آن خود نداشت و برای اجرایی کردن مصوباتش به زور قدرت‌های بزرگ نیاز داشت، و این قدرت‌ها علاقه‌ای به اجرای مصوبات جامعه نداشتند. مهم‌ترین اعضای جامعه، فرانسه و بریتانیا، از به‌کار گرفتن حربهٔ تحریم، و بیش از آن از اقدام نظامی به نیابت از جامعه اکراه داشتند. بلافاصله پس از جنگ جهانی دوم، صلح‌جویی تبدیل به آرمانی مهم در میان مردم و دولتمردان دو کشور شد. به‌ویژه در بریتانیا، محافظه‌کاران موضعی بی‌تفاوت نسبت به جامعه داشتند و هر وقت در قدرت بودند مداخلهٔ جامعه را در مذاکرات و معاهدات بین‌المللی‌شان نمی‌پذیرفتند. علاوه‌براین، تأکید جامعه بر خلع سلاح بریتانیا، فرانسه، و دیگر اعضا، و تأکید همزمان بر امنیت دسته‌جمعی، به‌این معنا بود که جامعه خود را از تنها روشی که با استفاده از آن می‌توانست اقتدارش را حفظ کند محروم کند.

در زمان جنگ جهانی اول و در خلال یکی از مباحث کابینه بریتانیا در مورد جامعه ملل، موریس هنکی، دستیار نخست‌وزیر، یادداشتی را بین وزیران پخش کرد که در آغاز آن آمده بود «در کل به‌نظرم می‌رسد که این طرح برای ما خطرناک است، چراکه حسی از امنیت را ایجاد می‌کند که تماماً خیالی است.» هنکی که از ایمان غافل بریتانیا به تقدس معاهدات در دوران پیش از جنگ انتقاد می‌کند در پایان می‌نویسد: 
[جامعه ملل] نتیجه‌ای جز ناکامی نخواهد داشت، و هرچه در این ناکامی تأخیر شود این کشور بیشتر با لالایی خوابانده می‌شود. این امر اهرم بسیار زورمندی را در دستان آرمانگرایان خوش‌طینت می‌گذارد، که در هر دولتی سربرمی‌آورند و از خرج بودجه برای خرید اسلحه متنفرند و در درازمدت این کشور را در وضعیت آسیب‌پذیری قرار می‌دهند.— 
وزیر امور خارجه بریتانیا، سِر ایر کرو، هم در یادداشتی می‌نویسد که «جامعه و میثاقی جدی» باید صرفاً «یک معاهده باشد، مثل هر معاهدهٔ دیگری … چه تضمینی هست که این میثاق، مثل همهٔ معاهدات دیگر، شکسته نخواهد شد؟» کرو در ادامه «بیعت اقدام مشترک» علیه کشورهای متجاوز را با دیدهٔ تردید می‌نگرد، چراکه به باور او اقدامات کشورهای مختلف هنوز تابع منافع ملی و تعادل قدرت است. او همچنین پیشنهاد تحریم‌های اقتصادی جامعه را نقد می‌کند، چراکه به نظر او تحریم‌ها تأثیری نخواهند داشت «در نهایت همه‌چیز به اندازهٔ نیروهای مسلح بستگی دارد.» کرو همچنین خلع سلاح همگانی را از نظر عملی غیرممکن می‌داند.

## انحلال و میراث

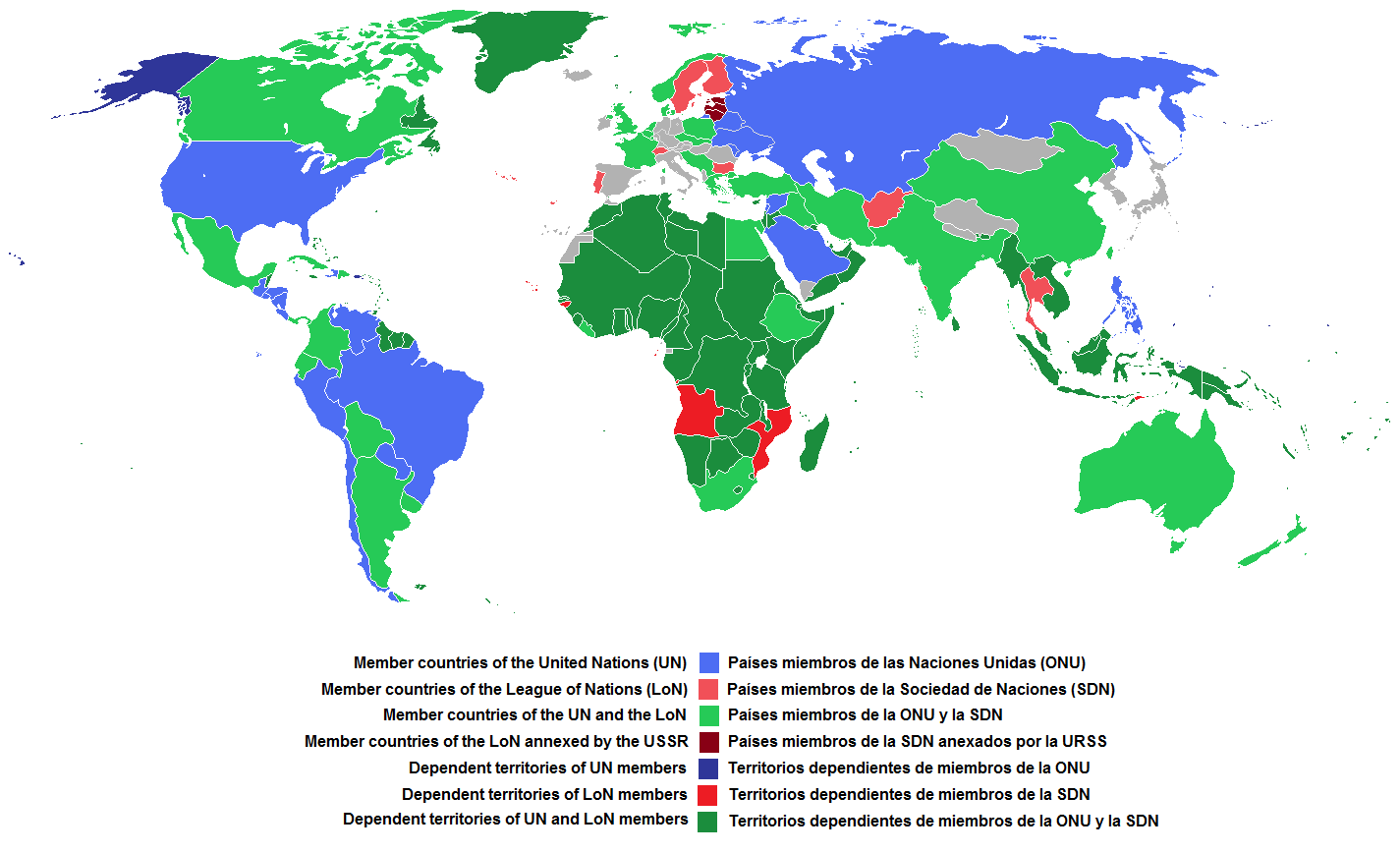
نقشه‌ای از جهان که در آن اعضای جامعه ملل در ۱۸ آوریل ۱۹۴۶ (تاریخ انحلال رسمی جامعه) به رنگ سبز و قرمز نشان داده شده‌اند.

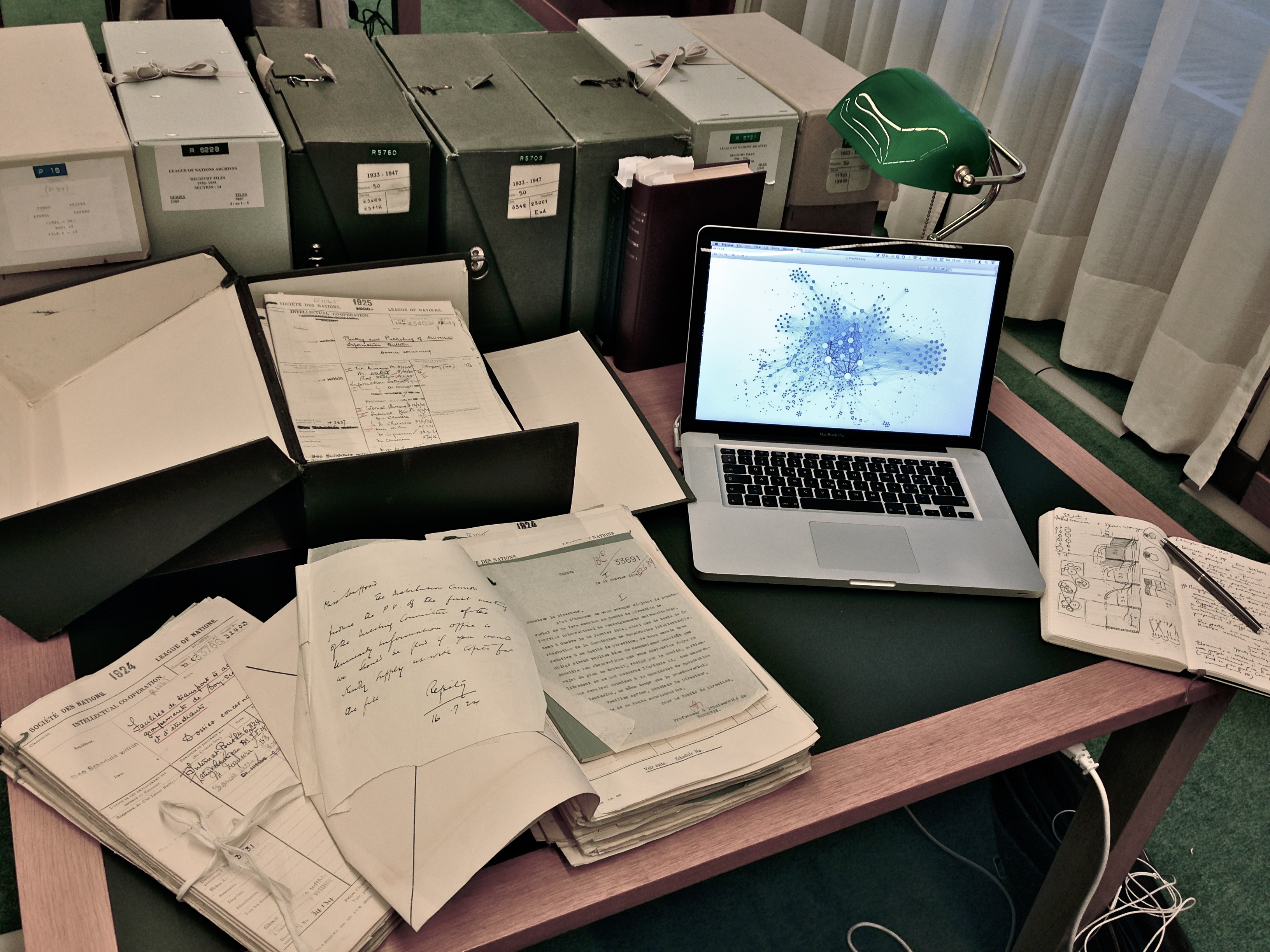
بایگانی جامعهٔ ملل در ژنو

با تشدید تنش‌ها در اروپا و ناگزیر شدن جنگ، مجمع عمومی در ۳۰ سپتامبر ۱۹۳۸ و ۱۴ دسامبر ۱۹۳۹ با افزایش قدرت دبیرکل جامعه موافقت کرد تا بقای جامعه از نظر حقوقی و با کاستن از فعالیت‌هایش ادامه یابد. مقر جامعه، ساختمان کاخ ملل، برای حدود شش‌سال و تا پایان جنگ جهانی دوم خالی ماند.
در کنفرانس تهران در ۱۹۴۳، متفقین توافق کردند که سازمانی تازه به‌عنوان جایگزین جامعهٔ ملل تأسیس کنند. این سازمانْ ملل متحد نامیده شد. بسیاری از ارکان جامعه، ازجمله سازمان بین‌المللی کار، به بقای خود ادامه دادند و بعدها بخشی از سازمان ملل شدند. بنیانگذاران سازمان ملل بر آن بودند که طرح ساختارهای آن را به‌گونه‌ای بریزند که از جامعهٔ ملل کاراتر باشد.
آخرین نشست جامعهٔ ملل در ۱۸ آوریل ۱۹۴۶ با حضور نمایندگان ۳۴ ملت در ژنو برگزار شد.

دستور کار آن فرایند تسویه‌حساب‌ها و انحلال جامعه بود؛ میزان دارایی‌های جامعه (شامل کاخ ملل و بایگانی‌های جامعه) حدود ۲۲٬۰۰۰٬۰۰۰ دلار آمریکا (در ۱۹۴۶، بدون محاسبهٔ تورم) برآورد شد، که پس از برگرداندن ذخایر کشورهای عضو و پرداخت قرض‌های جامعه، به سازمان ملل انتقال یافت. رابرت سیسیل در خطابه‌ای در این جلسه گفت: 
بیایید جسورانه بگوییم که تجاوز، به هر شکل که روی دهد و هر شکلی که ایستادن در برابر آن به خود بگیرد، جرمی بین‌المللی است، که وظیفهٔ هر ملت صلح‌دوست است که از آن به خشم بیاید و زور لازم را برای چیره شدن بر آن بزند، که اگر درست به‌کار گرفته شود، سازوکار منشور، و حتی همان سازوکار میثاق، برای نیل به این هدف کافی است، و هر شهروند شفیق در هر کشور باید آماده باشد که برای حفظ صلح جانبازی کند … بدانید که کار عظیم صلح تنها به منافع ملی ناچیز خودمان وابسته نیست، بلکه بر آن اصول عظیم خوب و بد وابسته است که کشورها، چون افراد، تابع آنند.
 جامعه مرده است، زنده باد سازمان ملل متحد— 
مجمع همچنین تصویب کرد که «از فردای اختتامیهٔ این مجمع [۱۹ آوریل]، جامعهٔ ملل دیگر وجود نخواهد داشت، مگر در موارد مربوط به تسویهٔ امورش، به‌شکلی که در این مصوبه پیش‌بینی شده است.»
در پی این مصوبه، هیئتی نُه نفره از کشورهای مختلف تشکیل شد و در ۱۵ ماه آتی بر انتقال دارایی‌های جامعه به سازمان ملل یا ارکان تخصصی نظارت کرد. این هیئت در ۳۱ ژوئیهٔ ۱۹۴۷ خود را منحل کرد. بایگانی‌های جامعه ملل هم به دفتر سازمان ملل متحد در ژنو منتقل شد و امروزی مدخلی در حافظه جهانی یونسکو است.
در دههٔ‌های اخیر، که سازمان ملل با مشکلاتی شبیه به مشکلات جامعه در سال‌های بین دو جنگ مواجه شده است، تاریخ‌نگاران میراث جامعه را با پژوهش در بایگانی‌های جامعه در ژنو بازبینی کرده‌اند. اجماع کنونی بر آن است که گرچه جامعه ملل در نیل به هدف نهایی‌اش، یعنی صلح جهانی، شکست خورد، ولی توانست از طریق کمیته‌ها و کمیسیون‌های متعددش راه‌های نوینی را به سوی حاکمیت قانون در سراسر جهان، تقویت مفهوم امنیت دسته‌جمعی و کمک به شنیده شدن صدای ملل کوچک‌تر، افزایش آگاهی دربارهٔ معضلاتی چون بیماری‌هایی همه‌گیر، برده‌داری، کودکان کار، ستم‌های استعمارگران، پناهجویان و وضعیت عمومی کارگران بگشاید. جامعه همچنین با طرح قیمومت قدرت‌های استعمارگر را تحت نظارت بین‌المللی درآورد. به گفتهٔ دیوید کندی، جامعهٔ ملل لحظه‌ای یکتا در تاریخ بود که در آن امور بین‌الملل صوری و رسمی شدند.
متفقین اصلی جنگ جهانی دوم (بریتانیا، شوروی، فرانسه، آمریکا، و جمهوری چین) اعضای دائم شورای امنیت سازمان ملل متحد شدند؛ در ۱۹۷۱، جمهوری خلق چین کنترل کرسی دائم چین در شورای امنیت را از جمهوری چین (که آن زمان تنها بر تایوان حاکمیت داشت) گرفت و در ۱۹۹۱ کرسی شوروی سابق به روسیه داده شد. تصمیم‌های شورای امنیت برای همهٔ اعضای جامعهٔ ملل الزام‌آورند، و با اینکه برخلاف شورای اجرایی جامعه اتفاق همه اعضاء برای تصمیم‌گیری لازم نیست، اعضای دائمی برای محافظت از منافع حیاتی خود می‌توانند از تصمیم‌های شورا جلوگیری کنند.

### فهرست منابع
- Archer, Clive (2001). International Organizations. Routledge. ISBN 0-415-24690-3.
- Armstrong, J.D. (1982). The Rise of the International Organisation: A Short History. Making of 20th Century. Macmillan Education, Limited. ISBN 978-1-349-16010-5. Archived from the original on 8 May 2019. Retrieved 2019-05-01.
- Baer, George W. (1976). Test Case: Italy, Ethiopia, and the League of Nations. Stanford: Hoover Institution Press. ISBN 0-8179-6591-2.
- Barnett, Correlli (1972). The Collapse of British Power. London: Eyre Methuen. ISBN 978-0-413-27580-6.
- Baumslag, Naomi (2005). Murderous Medicine: Nazi Doctors, Human Experimentation, and Typhus. Westport, CT: Praeger. ISBN 978-0-275-98312-3.
- Bell, P. M. H. (2007). The Origins of the Second World War in Europe. Harlow: Pearson Education Limited. ISBN 978-1-4058-4028-6.
- Bethell, Leslie (1991). The Cambridge History of Latin America: Volume VIII 1930 to the Present. Cambridge, UK: Cambridge University Press. ISBN 0-521-26652-1.
- Birn, Donald (1981). The League of Nations Union, 1918-1945. Oxford New York: Clarendon Press Oxford University Press. ISBN 0-19-822650-0. OCLC 6813893.
- Bois, W. E. Burghardt Du (1933). "Liberia, the League and the United States". Foreign Affairs. JSTOR. 11 (4): 682. doi:10.2307/20030546. ISSN 0015-7120.
- Bouchet-Saulnier, Françoise; Brav, Laura; Olivier, Clementine (2007). The Practical Guide to Humanitarian Law. Rowman & Littlefield. ISBN 0-7425-5496-1.
- Burkman, Thomas W. (Summer 1995). "Japan and the League of Nations: an Asian power encounters the European Club". World Affairs. 158 (1): 45–57. Archived from the original on 20 April 2019. Retrieved 20 February 2019.{{cite journal}}:  نگهداری یادکرد:تاریخ و سال (link)
- Çaǧaptay, Soner (2006). Islam, secularism, and nationalism in modern Turkey: who is a Turk. London New York: Routledge. ISBN 978-0-415-38458-2. OCLC 68710312.
- Caravantes, Peggy (2004). Waging peace: the story of Jane Addams. Greensboro, N.C: Morgan Reynolds Pub. ISBN 978-1-931798-40-2. OCLC 54966184.
- Churchill, Winston (1986). The Second World War: Volume I The Gathering Storm. London: Houghton Mifflin Books. ISBN 0-395-41055-X.
- Clemens, W.C.; Clemens, W.C. (2001). The Baltic Transformed: Complexity Theory and European Security. New international relations of Europe. Rowman & Littlefield Publishers. ISBN 978-0-8476-9859-2. Archived from the original on 8 May 2019. Retrieved 2019-05-01.
- Combs, Jerald (1986). American diplomatic history: two centuries of changing interpretations. Berkeley, CA: University of California Press. ISBN 978-0-520-05893-4. OCLC 14523252.
- Crampton, Ben (1996). Atlas of Eastern Europe in the Twentieth Century. London: Routledge. ISBN 0-415-16461-3.
- Ditrych, Ondrej (2013-01-01). "'International Terrorism' as Conspiracy: Debating Terrorism in the League of Nations - Request PDF". Historical Social Research / Historische Sozialforschung. 38 (1): 200–210. ISSN 0172-6404. Archived from the original on 8 May 2019. Retrieved 2019-05-01.
- Dubin, Martin David (1970). "Toward the Concept of Collective Security: The Bryce Group's "Proposals for the Avoidance of War," 1914–1917". The University of Wisconsin Press. JSTOR 2705943. {{cite journal}}: Cite journal requires |journal= (help)
- Everard, Myriam; de Haan, Francisca (2016). Rosa Manus (1881-1942): the international life and legacy of a Jewish Dutch feminist. Leiden: Boston Brill. ISBN 978-90-04-33318-5. OCLC 955275620.
- Folly, M.; Palmer, N. (2010). The A to Z of U.S. Diplomacy from World War I Through World War II. Historical dictionaries of diplomacy and foreign relations. Scarecrow Press. ISBN 978-0-8108-7553-1. Archived from the original on 8 May 2019. Retrieved 2019-05-01.
- Forster, Peter (1982). The Esperanto Movement. The Hague: Mouton. ISBN 9789027933997.
- Frowein, Jochen A.; Rüdiger, Wolfrum (2000). Max Planck Yearbook of United Nations Law. The Hague: Martinus Nijhoff Publishers. ISBN 9041114033.
- Goldblat, Jozef (2002). Arms control: the new guide to negotiations and agreements. London Thousand Oaks, Calif: Sage Publications. ISBN 0-7619-4016-2. OCLC 565950130.
- Gorodetsky, Gabriel (1994). Soviet Foreign Policy, 1917-1991: A Retrospective. Routledge. ISBN 0-7146-4506-0.
- Grandjean, Martin (2018). "Archives Distant Reading: Mapping the Activity of the League of Nations' Intellectual Cooperation". HAL-SHS. Archived from the original on 21 February 2019. Retrieved 2019-02-21.
- Grandjean, Martin (2014-10-01). "(PDF) La connaissance est un réseau. Perspective sur l'organisation archivistique et encyclopédique". ResearchGate. doi:10.3166/LCN.10.3.37-54. ISSN 1469-3380. Archived from the original on 8 May 2019. Retrieved 2019-04-30.
- Grandjean, Martin (2017). "Complex structures and international organizations" [Analisi e visualizzazioni delle reti in storia. L'esempio della cooperazione intellettuale della Società delle Nazioni]. Memoria e Ricerca (2): 371–393. doi:10.14647/87204. Archived from the original on 7 November 2017. Retrieved 31 October 2017. See also: French version بایگانی‌شده  در ۷ نوامبر ۲۰۱۷ توسط Wayback Machine (PDF) and English summary بایگانی‌شده  در ۲ نوامبر ۲۰۱۷ توسط Wayback Machine
- Gregory, Charles Noble (1921). "The First Assembly of the League of Nations". The American Journal of International Law. JSTOR. 15 (2): 240. doi:10.2307/2187684. ISSN 0002-9300.
- Haile Selassie I. "Appeal to The League of Nations:June 1936, Geneva, Switzerland". Black King. Archived from the original on 25 March 2008. Retrieved 6 June 2008.
- Hannigan, R.E. (2017). The Great War and American Foreign Policy, 1914-24. Haney Foundation Series. University of Pennsylvania Press, Incorporated. ISBN 978-0-8122-4859-3. Archived from the original on 8 May 2019. Retrieved 2019-04-28.
- Harries, M.; Harries, S. (1991). Soldiers of the sun: the rise and fall of the Imperial Japanese Army. Random House. ISBN 978-0-394-56935-2. Retrieved 2019-05-01.
- Henig, Ruth B. (1973). The League of Nations. Edinburgh: Oliver and Boyd. ISBN 978-0-05-002592-5.
- Hewes, James E. "Henry Cabot Lodge and the League of Nations". Proceedings of the American Philosophical Society: 245–255. Archived from the original on 3 November 2018. Retrieved 2019-05-01.
- Heyns, Christof (1995). "The Preamble of the United Nations Charter: The Contribution of Jan Smuts". African Journal of International and Comparative Law. 7 (2). Archived from the original on 30 April 2019. Retrieved 2019-04-30.
- Hill, Robert; Garvey, Marcus (1995). The Marcus Garvey and Universal Negro Improvement Association Papers. Berkeley, CA: University of California Press. ISBN 978-0-520-07208-4.
- Howland, D.; White, L. (2009). The State of Sovereignty: Territories, Laws, Populations. 21st Century studies. Indiana University Press. ISBN 978-0-253-22016-5. Archived from the original on 8 May 2019. Retrieved 2019-04-28.
- Hudson, Manley O. (1935). "Afghanistan, Ecuador and the Soviet Union in the League of Nations". The American Journal of International Law. JSTOR. 29 (1): 109. doi:10.2307/2191058. ISSN 0002-9300.
- Iriye, Akira (1987). The Origins of the Second World War in Asia and the Pacific. Harlow: Longman Group UK Limited. ISBN 0-582-49349-8.
- Jacobs, Aletta (1996). Memories: my life as an international leader in health, suffrage, and peace. New York: Feminist Press. ISBN 978-1-55861-138-2. OCLC 32970504.
- Kant, Immanuel (1795). "Immanuel Kant: Perpetual Peace". Constitution Society. Archived from the original on 2 May 2019. Retrieved 2019-04-30.
- Kawamura, Noriko (2000). Turbulence in the Pacific: Japanese-U.S. Relations During World War I. Westport, CT: Praeger. ISBN 978-0-275-96853-3.
- Kennedy, David (April 1987). "The Move to Institutions" (PDF). Cardozo Law Review. 8 (5): 841–988. Archived from the original (PDF) on 9 October 2018. Retrieved 2008-05-17.{{cite journal}}:  نگهداری یادکرد:تاریخ و سال (link)
- Knock, Thomas J. (1995). To End All Wars: Woodrow Wilson and the Quest for a New World Order. Princeton: Princeton University Press. ISBN 0-691-00150-2.
- Kontra, Miklós (1999). Language, a right and a resource: approaches to linguistics human rights. Budapest New York: Central European University Press. ISBN 978-963-9116-63-4. OCLC 42603429.
- League of Nations Information Section (1939). The Essential Facts About the League of Nations. Geneva: League of Nations. OCLC 220743559.
- Lannon, Frances (2002). The Spanish Civil War, 1936-1939. Osprey Publishing. ISBN 1-84176-369-1.
- Levinovitz, Agneta Wallin; Ringertz, Nils (2001). The Nobel Prize: The First 100 Years. World Scientific. ISBN 981024665X.
- Levy, Marcela López (2001). Bolivia:Oxfam Country Profiles Series. London: Oxfam Publishing. ISBN 0-85598-455-4.
- Magliveras, Konstantinos D (1999). Exclusion from Participation in International Organisations: The Law and Practice behind Member States' Expulsion and Suspension of Membership. Martinus Nijhoff Publishers. ISBN 9041112391.
- Marchand, P.M.H. (2015). "Migrants as 'Experts' or 'Agents' of Development? A Postcolonial Feminist Critique". Women, Gender, Remittances and Development in the Global South. Gender in a Global/Local World. Ashgate. ISBN 978-1-4724-4620-6. Archived from the original on 8 May 2019. Retrieved 2019-02-21.
- McAllister, William B (1999). Drug Diplomacy in the Twentieth Century: An International History. Routledge. ISBN 0-415-17990-4.
- McDonough, Frank (1997). The Origins of the First and Second World Wars. Cambridge: Cambridge University Press. ISBN 0-521-56861-7.
- Meyer, Mary K.; Prugl, Elisabeth (1999). Gender Politics in Global Governance. Rowman & Littlefield. ISBN 0-8476-9161-6.
- Mowat, C.L. (1955). Britain Between the Wars, 1918-1940. UP (Methuen). Methuen. ISBN 978-0-416-29510-8. Archived from the original on 8 May 2019. Retrieved 2019-05-01.
- Miers, Suzanne (2003). Slavery in the Twentieth Century: The Evolution of a Global Problem. AltaMira Press. ISBN 0-7591-0340-2.
- Miller, D.H. (1969). The Drafting of the Covenant: History. Reprints in government and political science. Johnson Reprint Corporation. Archived from the original on 2 May 2019. Retrieved 2019-04-30.
- Myers, Denys P. (1948). "Liquidation of League of Nations Functions". The American Journal of International Law. JSTOR. 42 (2): 320. doi:10.2307/2193676. ISSN 0002-9300.
- Myers, Denys P. (1921). "The Mandate System of the League of Nations". The ANNALS of the American Academy of Political and Social Science. SAGE Publications. 96 (1): 74–77. doi:10.1177/000271622109600116. ISSN 0002-7162.
- Nish, Ian (1977). Japanese foreign policy 1869-1942:Kasumigaseki to Miyakezaka. London: Routledge & Kegan Paul. ISBN 0-415-27375-7.
- Northedge, FS (1986). The League of Nations: Its Life and Times, 1920–1946. New York: Holmes & Meier. ISBN 0-7185-1316-9.
- Osmanczyk, Edmund Jan; Mango, Anthony (2002). Encyclopedia of the United Nations and International Agreements. Taylor & Francis. ISBN 0-415-93924-0.
- Pedersen, Susan (2007-10-01). "Back to the League of Nations". The American Historical Review. Oxford University Press (OUP). 112 (4): 1091–1117. doi:10.1086/ahr.112.4.1091. ISSN 1937-5239.
- Raffo, P. (1974). The League of Nations. London: The Historical Association.
- Rapoport, Anatol (1995). The Origins of Violence: Approaches to the Study of Conflict. Transaction Publishers. ISBN 1-56000-783-4.
- Reed, J.A. (1920). Herbert C. Hoover and the League of Nations: Speech of Senator James A. Reed of Missouri in the Senate of the United States, January 24, 1920. U.S. Government Printing Office. Archived from the original on 8 May 2019. Retrieved 2019-02-22. And poor Persia, with her newly forged chains, a British possession to-day--the representative of that country follows along, another British vote.
- Reichard, Martin (2006). The EU-NATO relationship: a legal and political perspective. Ashgate Publishing, Ltd. ISBN 0-7546-4759-5.
- Scheina, Robert L. (2003). Latin America's Wars:Volume 2 The Age of the Professional Soldier, 1900-2001. Potomac Books Inc. ISBN 1-57488-452-2.
- Scott, George (1973). The Rise and Fall of the League of Nations. London: Hutchinson & Co LTD. ISBN 0-09-117040-0.
- Skirbekk, Gunnar; Gilje, Nils (2001). History of Western Thought: From Ancient Greece to the Twentieth Century. Routledge. ISBN 0-415-22073-4.
- Smith, S.R. (1948). The Manchurian crisis, 1931-1932: a tragedy in international relations. Columbia Univ. Press. Archived from the original on 8 May 2019. Retrieved 2019-05-01.
- Temperley, A.C. (1938). The whispering gallery of Europe. Collins. Archived from the original on 3 November 2018. Retrieved 2019-05-01.
- Thompson, J. A. (2009-02-11). "Lord Cecil and the Pacifists in the League of Nations Union - The Historical Journal". The Historical Journal. 20 (4): 949–959. doi:10.1017/S0018246X00011481. ISSN 1469-5103. Archived from the original on 10 June 2018. Retrieved 2019-04-30.
- Torpey, John (2000). The Invention of the Passport: Surveillance, Citizenship and the State. Cambridge University Press. ISBN 0-521-63493-8.
- Tripp, Charles (2002). A History of Iraq. Cambridge University Press. ISBN 0-521-52900-X.
- Wiltsher, Anne (1985). Most dangerous women: feminist peace campaigners of the Great War. London Boston: Pandora Press. ISBN 978-0-86358-010-9. OCLC 12104306.
- Woolf, L. (2010). International Government. BiblioBazaar. ISBN 978-1-177-95293-4. Archived from the original on 2 May 2019. Retrieved 2019-04-30.
- Yearwood, Peter (2009-02-11). "'On the Safe and Right Lines': The Lloyd George Government and the Origins of the League of Nations, 1916–1918* - The Historical Journal". The Historical Journal. 32 (1): 131–155. doi:10.1017/S0018246X00015338. ISSN 1469-5103. Archived from the original on 10 June 2018. Retrieved 2019-04-30.
- Zimmern, A.E. (1936). The League of nations and the rule of law, 1918-1935. Macmillan. Archived from the original on 2 May 2019. Retrieved 2019-04-30.

- تویسرکانی, مجتبی (1384). "ایران و جامعه ملل". تاریخ روابط خارجی (۲۴، ۲۵): ۱۰۳–۱۲۴. Archived from the original on 8 May 2019. Retrieved 2019-05-01.

- "Library / Archives - League of Nations Museum". The United Nations in the Heart of Europe. Archived from the original on 8 May 2019. Retrieved 2019-04-28.
- "Immanuel Kant, "Perpetual Peace"". Mount Holyoke College. 2014-10-16. Archived from the original on 6 April 2019. Retrieved 2019-04-30.
- "UN Geneva - The League of Nations (1919-1946)". Archived from the original on 2 May 2019. Retrieved 2019-04-30.
- Syracuse Herald-American (1946-04-20). "'League of Nations Ends, Gives Way to New U.N.'". {{cite news}}: |access-date= requires |url= (help)نگهداری CS1: پیش‌فرض تکرار ref (link)
- "A Woman's Peace Party Full Fledged for Action". The Survey. New York, New York: Survey Associates for the Charity Organization Society of New York City. XXXIII (17): 433–434. 23 January 1915. Archived from the original on 3 November 2018. Retrieved 31 August 2017.
- "Women Intend to End Strife". Washington, D. C.: The Washington Herald. 10 ژانویه 1915. p. 1. Archived from the original on 31 August 2017. Retrieved 31 August 2017 – via Newspapers.com. {{cite news}}: Italic or bold markup not allowed in: |publisher= (help)
- "Hirschmann, Susanna Theodora Cornelia (1871-1957)". Resources Huygens ING. 2018-10-04. Archived from the original on 18 November 2018. Retrieved 2019-04-30.
- "The League of Nations – Karl J. Schmidt". American History. Archived from the original on 19 December 2013. Retrieved 10 December 2013.
- "The League of Nations: a retreat from international law?" (PDF). Journal of Global History. Archived from the original (PDF) on 14 December 2013. Retrieved 10 December 2013.
- "Chronology" (PDF). The United Nations Office at Geneva. 2019-05-01. Archived from the original (PDF) on 3 May 2019. Retrieved 2019-05-01.
- "League of Nations: A Pictorial Survey". Indiana University Bloomington. 2001-05-15. Archived from the original on 8 May 2019. Retrieved 2019-05-01.
- "League of Nations Secretariat, 1919-1946 (Fond)". Information on searching. Archived from the original on 3 May 2019. Retrieved 2019-05-01.
- "Organization and establishment:The main bodies of the League of Nations". The United Nations Office at Geneva. Archived from the original on 9 December 2008. Retrieved 18 May 2008.
- "League of Nations Photo Archive". University of Indiana. Archived from the original on 9 September 2011. Retrieved 15 September 2011.
- "Chronology 1939". University of Indiana. Archived from the original on 27 September 2011. Retrieved 15 September 2011.
- "League of Nations". National Library of Australia. 1919-06-28. Archived from the original on 2 May 2019. Retrieved 2019-05-01.
- "Health Organisation Correspondence 1926-1938". Archives and Modern Manuscripts Program Digital Collections. Archived from the original on 8 May 2019. Retrieved 2019-05-01.
- "Demise and Legacy". United Nations Office at Geneva. Archived from the original on 23 September 2011. Retrieved 15 September 2011.
- "Permanent Court of International Justice". University of Indiana. Archived from the original on 27 August 2011. Retrieved 15 September 2011.
- "Origins and history". International Labour Organization. Archived from the original on 27 April 2008. Retrieved 25 April 2008.
- The Encyclopedia Americana, Volume 25. Americana Corporation. 1976. p. 24.
- "Nansen International Office for Refugees". Nobel Media. Archived from the original on 27 September 2011. Retrieved 30 August 2011.
- de Haan, Francisca (25 فوریه 2010). "A Brief Survey of Women's Rights". UN Chronicle. United Nations. Archived from the original on 16 October 2011. Retrieved 15 September 2011.
- "Language and Emblem". United Nations. Archived from the original on 23 September 2011. Retrieved 15 September 2011.
- "National Membership of the League of Nations". University of Indiana. Archived from the original on 9 September 2011. Retrieved 15 September 2011.
- League of Nations (1924). "The Covenant of the League of Nations:Article 22". The Avalon Project at Yale Law School. Archived from the original on 26 July 2011. Retrieved 20 April 2009.
- "The United Nations and Decolonization". United Nations. Archived from the original on 3 September 2011. Retrieved 15 September 2011.
- Hudson, Manley, ed. (1934). The verdict of the League. World Peace Foundation. pp. 1–13.
- "The United Nations in the Heart of Europe". United Nations. Archived from the original on 10 November 2011. Retrieved 15 September 2011.
- Events Leading Up to World War II. Library of Congress. 1944. p. 97.
- van Slyke, Lyman, ed. (1967). The China White Paper. Stanford University Press. p. 10.
- "Japanese Attack on China 1937". Mount Holyoke University. Archived from the original on 31 August 2011. Retrieved 15 September 2011.
- League of Nations (1924). "The Covenant of the League of Nations:Article 8". The Avalon Project at Yale Law School. Archived from the original on 15 April 2016. Retrieved 17 May 2006.